# Bombardier Talent
Der Talent (Eigenschreibweise TALENT) ist eine Triebwagen-Plattform von Bombardier Transportation (ursprünglich Waggonfabrik Talbot). „Talent“ ist ein Akronym für Talbot leichter Nahverkehrs-Triebwagen.
Die Einheiten wurden als Diesel- (mit mechanischer oder elektrischer Kraftübertragung) und elektrische Triebzüge hergestellt. Es gibt Versionen mit und ohne Neigetechnik. Die Inneneinrichtung (Sitzteiler) war frei wählbar.
Der Prototyp wurde 1996 vorgestellt; bis Anfang 2003 waren mehr als 300 Einheiten ausgeliefert oder bestellt.
Bombardier entwickelte unter der Bezeichnung Talent 2 eine Nachfolgebauart, die zwischen 2008 und längstens 2021 produziert wurde; jedoch waren sie lediglich als elektrische Triebwagen bestellbar. Diese wurde durch den weiterentwickelten Talent 3 abgelöst.

## Technische Daten
TALENT sind regelspurige Vollbahn-Triebwagen nach UIC-Norm. Sie sind optional mit Straßenbahnausstattung wie Blinker, Außenspiegeln und anderem lieferbar.
Typisch ist die windschnittige Form (Design von Alexander Neumeister): Die Köpfe laufen spitz zu, die Betriebskupplungen sind Scharfenbergkupplung mit seitlichen Kontaktaufsätzen. Die Seitenwände stehen nicht wie bei den meisten Schienenfahrzeugen senkrecht, stattdessen ist der Querschnitt, um auch bei Nutzung der bisher allerdings nur in Norwegen eingebauten Neigetechnik die Fahrzeugumgrenzung einzuhalten, annähernd oval. Für die elektrische Fahrzeugausrüstung war die österreichische Firma ELIN EBG Traction verantwortlich.
Die Talent gibt es als zwei- bis vierteilige Gelenkfahrzeuge, die Nachfolger Talent 2 werden bis zu sechsteilig angeboten. Die Gelenke sind als Wagenübergang über Jakobs-Drehgestellen ausgeführt. Angetrieben sind nur die Drehgestelle an den Führerstandsenden. Außer über den beiden (voneinander unabhängigen) Antriebseinheiten und über den Jakobsdrehgestellen sind die Triebwagen niederflurig. Die Übergänge über den Jakobsdrehgestellen sind entweder mit Stufen oder mit Rampen begehbar. Die Fußbodenhöhe ist im Niederflurteil und somit am Einstieg zwischen 590, 800 oder 960 Millimetern über Schienenoberkante wählbar. Im Hochflurteil beträgt sie dann beispielsweise 1130 Millimeter. Die für moderne Nahverkehrstriebwagen üblichen Ausstattungsmerkmale wie Klimaanlage, Fahrgastinformationssystem, barrierefreie Vakuumtoilette oder Mehrzweckabteil sind vorhanden.
Eine Besonderheit der TALENT gegenüber anderen Fahrzeugplattformen ist, dass die Wagenkasten nicht als eine Röhre vorgefertigt wurden. Untergestell, Seitenwände und Dach wurden in eigenen Ständen lackiert und vormontiert. Die Untergestelle wurden als Edelstahlkonstruktion gefertigt, während die Seitenwände aus Aluminium bestehen. Das Dach wurde als Sandwichplatte ausgeführt. Die Fahrzeugköpfe bestehen aus einer Stahlgerüstkonstruktion mit GFK-Verkleidung, die von einem externen Lieferanten zugeliefert wurde. Die Komponenten wurden anschließend zusammengesetzt und kaltverfugt. Der Hersteller warb bei diesem Verfahren mit hoher modularer Flexibilität, leichtem Tausch von Komponenten im Reparaturfall und einer einfachen Recyclingfähigkeit der Komponenten. Nachteilig an diesem Verfahren ist, dass bei fehlerhaften Dichtungen Wasser in die Innenräume eindringen kann.

## Einsatz
Fahrzeuge der Talent-Familie werden in Deutschland, Österreich, Ungarn, Norwegen (Neigetechnikversion), Slowakei, der Schweiz, Rumänien, den Niederlanden und Kanada eingesetzt.

### Deutschland

#### Baureihen 644 und 944
Als Baureihe 644 (Endwagen) und 944 (Mittelwagen) bezeichnet die Deutsche Bahn (DB) dreiteilige Talent mit dieselelektrischem Antrieb, die für S-Bahn-artigen Verkehr auf nicht elektrifizierten Strecken beschafft wurden. Ein Triebwagen besitzt sechs Einstiege je Fahrzeugseite und wird von zwei MTU-Dieselmotoren (12 V 183 TD 13) mit je 505 kW Leistung angetrieben. Die Motoren treiben dabei Generatoren an, die wiederum die elektrischen Fahrmotoren in den Enddrehgestellen mit Energie versorgen. Die Fahrzeuge unterscheiden sich durch ihre Dachaufbauten mit Stromrichter und Bremswiderständen deutlich von anderen Fahrzeugen. Die DB erhielt 63 Triebzüge (644 001/501 bis 063/563). Bei den 644 ist jedes Fahrzeugsegment gegenüber den Triebwagen der Reihe 643.0 um einen Fensterteiler verlängert ausgeführt. Durch Klappsitze in einigen Türräumen bietet diese Baureihe trotz zusätzlicher Türen eine hohe Sitzplatzkapazität. Die Fußbodenhöhe liegt bei 800 Millimetern. Eine Besonderheit an diesen Drehgestellen bei Fahrzeugen für den deutschen Markt sind die geringen Radsatzdurchmesser. So konnte bei dieser Baureihe mit 800 mm Einstiegshöhe zwischen erster und letzter Tür ein vollständig ebener Fußboden ohne Treppen und Rampen realisiert werden.

##### Nordrhein-Westfalen
Die Fahrzeuge wurden von 1999 bis Juni 2014 hauptsächlich im Raum Köln auf der Oberbergischen Bahn (Kursbuchstrecke (KBS) 459), der Eifelstrecke (KBS 474) und der Voreifelbahn (KBS 475) eingesetzt, teilweise in Dreifachtraktion. Sie wurden durch die Baureihen 620 und 622 abgelöst.
Die Einheiten 644 061–063 kamen ab der EXPO 2000 bis Dezember 2003 auf der Strecke Bielefeld – Dissen-Bad Rothenfelde (Haller Willem) zum Einsatz. Anschließend gelangten die Fahrzeuge in das o. g. Haupteinsatzgebiet, kehrten aber mehrfach nach Westfalen zurück, zunächst für die RB Bielefeld – Oelde, später mehrmals als kurzfristiger 425-Ersatz auf der RB 61 Bielefeld – Bad Bentheim, ab Dezember 2004 zudem fest als Porta-Express RE 78 Bielefeld – Minden, der dann im Dezember 2007 nach Nienburg (Weser) verlängert wurde. Die werkstattmäßige Unterhaltung dieser Triebwagen erfolgte stets durch das Werk Osnabrück bzw. zuletzt Münster; seit Dezember 2008 waren alle vorhandenen 644 wieder im Werk Köln-Deutzerfeld beheimatet. Die Fahrzeuge 644 061–063 wurden für den Einsatz auf dem Haller Willem mit Fahrkartenautomaten und Entwertern sowie außen aufgeklebten Haller-Willem-Logos ausgestattet, mit Ausnahme des 644 062 auch mit den Einrichtungen für den Funkfahrbetrieb, die beim 644 061 bis heute vorhanden sind.
Im Februar 2015 wurden die Triebwagen bei Fristabläufen nach Hamm (Westf) zum Stillstandsmanagement überführt. Zwischenzeitlich standen mehrere wegen Brand- oder Unfallschäden als Ersatzteilspender in Köln-Deutzerfeld abgestellt. Der am 6. April 2020 durch einen Brand bei Brilon beschädigte 644 059 wurde 2021 verschrottet.
Im Sauerland-Netz wurde für nicht ausgelieferte oder nicht einsatzbereite Triebwagen der Baureihen 632 und 633 ein Ersatzkonzept notwendig. Von Dezember 2016 bis ins Jahr 2023 kamen die Fahrzeuge der Baureihe 644 im gesamten Sauerland-Netz (mit Ausnahme der Linie RB 52) zum Einsatz, seitdem ist der Einsatz massiv zurückgefahren worden. In dieser Zeit waren die Fahrzeuge dem Werk Dortmund zugeteilt.
Aufgrund des hohen Schadstandes an den Triebwagen der Baureihen 640 (Alstom Coradia LINT 27), 643 (Bombardier Talent, dieselmechanisch) und 648 (Alstom Coradia LINT 41) werden seit Februar 2024 außerdem drei Triebfahrzeuge der Baureihe 644 auf der Lahn-Eifel-Bahn eingesetzt.
Einige Einheiten wurden noch für den planmäßigen Einsatz auf der RB 38 (Köln Messe/Deutz – Horrem – Bedburg, früher bis Neuss) gebraucht, bis sie im August 2024 ebenfalls vollständig durch Fahrzeuge der Baureihe 620 ersetzt wurden.
Die Fahrzeuge 644 045, 051 und 056 wurden für die fahrgastintensive Linie RB 64 Münster–Enschede umgebaut. Dabei wurden in den Sitzbereichen jeweils eine Tür verschlossen und die Klappsitze in den Türbereichen durch feste Sitze ersetzt. Der Mehrzweckbereich hat seine beiden Türportale behalten. Von außen sind die Türen wie der sonstige Wagenkasten lackiert. Ein Rückbau wäre aber technisch wieder möglich. Aufgrund von altersbedingten Ausfällen der Fahrzeuge sind mehrere 644 aus dem Dortmunder Bestand für das Sauerland-Netz im Einsatz. Diese haben anders als die umgebauten Fahrzeuge und die 643 keine Zulassung für die Strecke bis Enschede.

##### Baden-Württemberg/Bayern
Anfang des Jahres 2016 führte DB Regio mit einigen Fahrzeugen Probefahrten auf der Hochrheinbahn und der Bahnstrecke Aalen–Ulm durch. Diese verliefen positiv, sodass seit Mitte März 2016 sieben Garnituren auf der Bahnstrecke Aalen–Ulm im Regelbetrieb verkehrten, die zuvor in Nordrhein-Westfalen im Einsatz waren. Die Züge wurden dafür von der DB generalüberholt. Nachdem der Betrieb auf der Bahnstrecke Aalen–Ulm im Jahr 2019 im Rahmen von Ausschreibungen an die Hohenzollerische Landesbahn (HZL) verloren gegangen war, wurden die sieben verbliebenen Garnituren nach Nordrhein-Westfalen zurückgeholt. Dort benötigte man sie wegen des hohen Schadstandes bei den Einheiten der Baureihen 620 und 622 im Dieselnetz.
Auf der Bahnstrecke Ulm–Friedrichshafen und weiter bis Lindau wurden in Teilstrecken die Triebwagen der Reihe 644 bis Dezember 2021 eingesetzt, bis sie im Rahmen der fertiggestellten Elektrifizierung dieser Strecke dort überflüssig wurden.
Seit der Ausmusterung der Baureihe 611 finden die Triebwagen auch auf der Donautalbahn zwischen Ulm und Donaueschingen Verwendung. Drei 644 wurden dem Werk Kempten zugeteilt und kommen zwischen Ulm und Memmingen sowie Weissenhorn zum Einsatz.

#### Baureihen 643 und 943
Als Baureihe 643 (Endwagen) und 943 (Mittelwagen) bezeichnet die DB dreiteilige Talent mit dieselmechanischem Antrieb. Die Fußbodenhöhe liegt im Einstiegs- und mittleren Bereich bei 590 Millimetern, bei den Fahrzeugen der NordWestBahn bei 800 Millimetern. Eingesetzt werden die Triebwagen der Reihe 643 von den Betriebshöfen Kaiserslautern, Trier, Duisburg und Münster (Westfalen) und seit Dezember 2010 auf dem Betriebshof Karlsruhe. Sie wiesen bis zum Redesign der Baureihe 644 einen im Vergleich zur Baureihe 644 höheren Komfort auf. Dickere Polster sowie Armlehnen in der zweiten Wagenklasse sind im Gegensatz zur Ursprungsvariante des 644 vorzufinden. Außerdem ist der Innenraum anders aufgebaut, unter anderem gibt es in den 643 ein kleineres Mehrzweckabteil. Der Antrieb ist dieselmechanisch, der der 644 dieselelektrisch. Die Motorleistung ist zudem geringer als bei den 644.
34 Triebwagen der Baureihe 643 kommen seit Dezember 2011 auf drei Strecken im westlichen Münsterland zum Einsatz (unter anderem auf der Bahnstrecke Dortmund–Gronau als RB 51) und wurden für diesen Zweck optisch und technisch überholt.
Seit Dezember 2014 kommen Züge der Baureihe 643 auch auf den Strecken der Lahn-Eifel-Bahn zum Einsatz. Dies beinhaltet die Bahnstrecke Andernach–Kaisersesch, den Abschnitt Andernach – Koblenz der Linken Rheinstrecke sowie die Lahntalbahn.

##### Baureihe 643.2

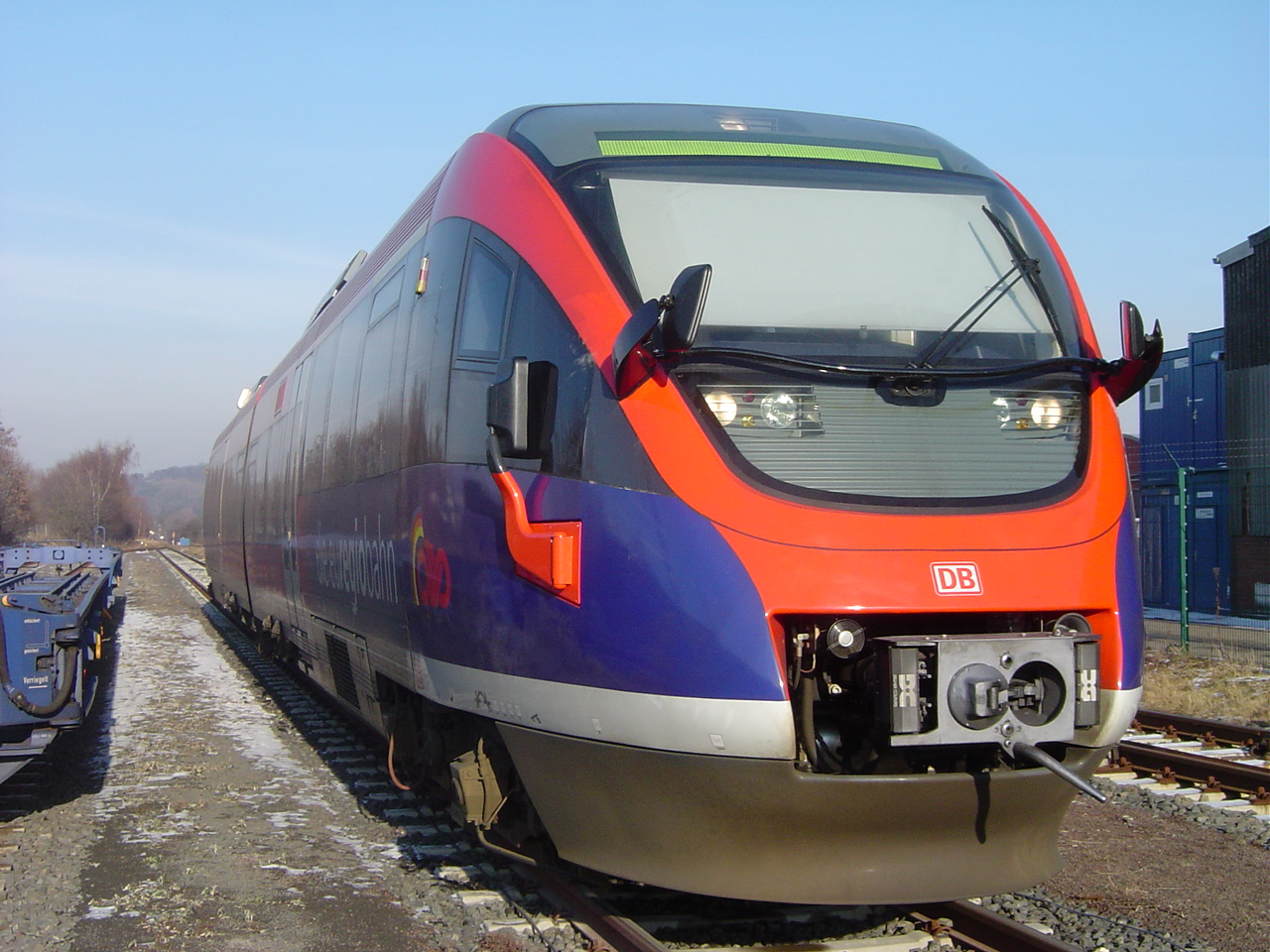
643 226 mit voller BOStrab-Ausrüstung, Werkstest am Bahnhof Aachen Nord

Die Baureihe 643.2 bezeichnet zweiteilige dieselmechanische Einheiten, welche die DB für den Betrieb auf der Euregiobahn beschaffte. Diese Triebwagen verfügen über eine vollständige Zugbeeinflussungseinrichtung für den Betrieb in den Niederlanden (ATB) und sind elektrisch für den Betrieb nach BOStrab in Aachen ausgerüstet. Für die entsprechende Zulassung wurde der 643 226 komplett mit allen Komponenten für den BOStrab-Betrieb ausgerüstet (ausklappbare Seitenspiegel, Seitenblinker und balisengesteuerte Umschalteinrichtung für die Betriebsarten EBO und BOStrab). Da das Projekt des Straßenbahnbetriebes mit den Triebwagen der Baureihe 643.2 nie verwirklicht wurde, wurde auch die BOStrab-Ausrüstung des 643 226 bis auf die seitlichen Fahrtrichtungsanzeiger anschließend wieder entfernt. Die zwischen den Leuchten für Spitzen- und Schlusssignal im Lampenträger integrierten Leuchten für Bremslicht und Fahrtrichtungsanzeiger sind aber heute noch an allen DB-Triebwagen dieser Baureihe erkennbar.
Die Fußbodenhöhe liegt bei 800 Millimetern in den Einstiegsräumen und zwischen den Drehgestellen, sonst bei 1190 Millimetern. DB Regio besitzt nur noch 24 Fahrzeuge dieser Unterbaureihe, nachdem durch ein Feuer die Einheiten 643 224 und 225 zerstört wurden.
Für die privaten Eisenbahnverkehrsunternehmen in Deutschland wurden insgesamt acht Einheiten gebaut. Diese besitzen nicht die Ausstattung gemäß BOStrab, sind dafür aber beispielsweise mit einer geschlossenen WC-Anlage ausgestattet. Die Prignitzer Eisenbahn beschaffte für die Strecken im Ruhrgebiet zu Ende 2002 zwei Triebwagen. Sechs Fahrzeuge sind an die NordWestBahn ausgeliefert worden, wovon aktuell ein Fahrzeug langfristig nicht einsatzbereit ist und die zwei Einheiten VT 775 und 776 Mitte 2007 mit nachträglich eingefügten Mittelteilen zu Dreiteilern umgebaut und entsprechend in VT 746 und 747 umnummeriert wurden.

#### Gemischte Mehrfachtraktion 644/643/643.2

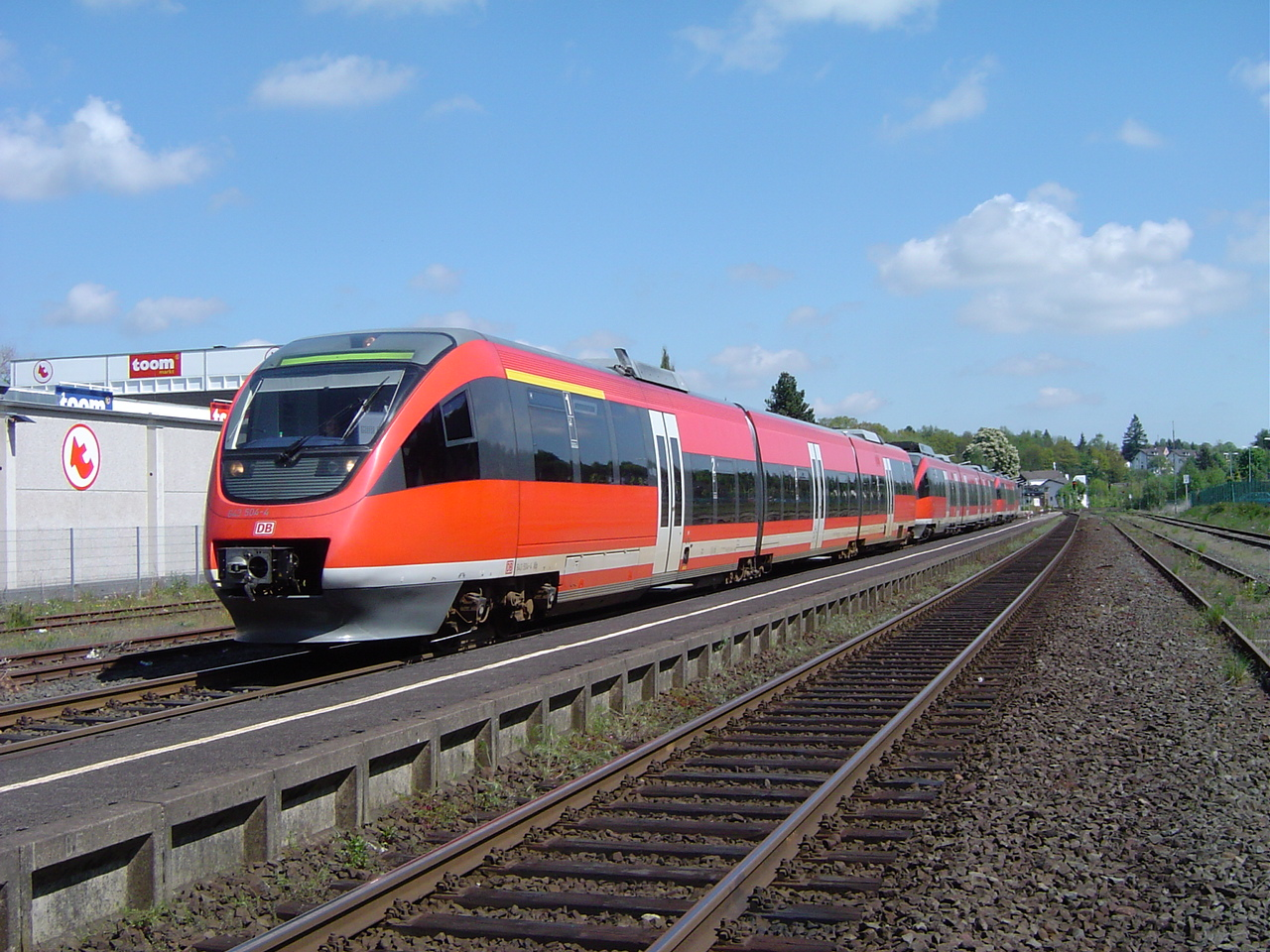
Testfahrt in gemischter Mehrfachtraktion mit einem Fahrzeug der Baureihe 643, dahinter 644 und 643.3

Obwohl die meisten Talent-Triebwagen mechanisch und elektrisch kuppelbar sind und über die gleiche Bordspannung von 24 V verfügen, ist es aufgrund unterschiedlicher Steuerungskonzepte nicht möglich, Fahrzeuge unterschiedlicher Baureihen vielfachzusteuern. Nachdem es den unterschiedlichen Bahnverwaltungen nicht gelungen war, sich auf einen einheitlichen Standard zu einigen, beauftragte die DB im Jahr 2004 aus eigener Initiative und beschränkt auf ihre eigenen drei Baureihen den Umbau der Steuerung (Software, Steuerleitungen an den elektrischen Kupplungsdosen) für einen gemischten Mehrfachtraktionsbetrieb. 2005 erfolgten die Tests und Abnahmen, seitdem ist es möglich, die Triebwagen der Baureihen 644, 643 und 643.2 in beliebiger Kombination in gemischter Mehrfachtraktion aus bis zu drei Triebzügen zu fahren.

### Österreich

#### Österreichische Bundesbahnen
Die ÖBB-Personenverkehr (ÖBB-PV) setzen drei Varianten von elektrischen Triebwagen der Bauart „Talent“ ein. Diese wurden von einem Konsortium von Bombardier Transportation Österreich und ELIN geliefert. Gefertigt wurden die Züge in der von Bombardier übernommenen Waggonfabrik Talbot. Elin lieferte als Konsortialpartner den elektrischen Teil sowie die Leittechnik an Bombardier.

#### Reihe 4023

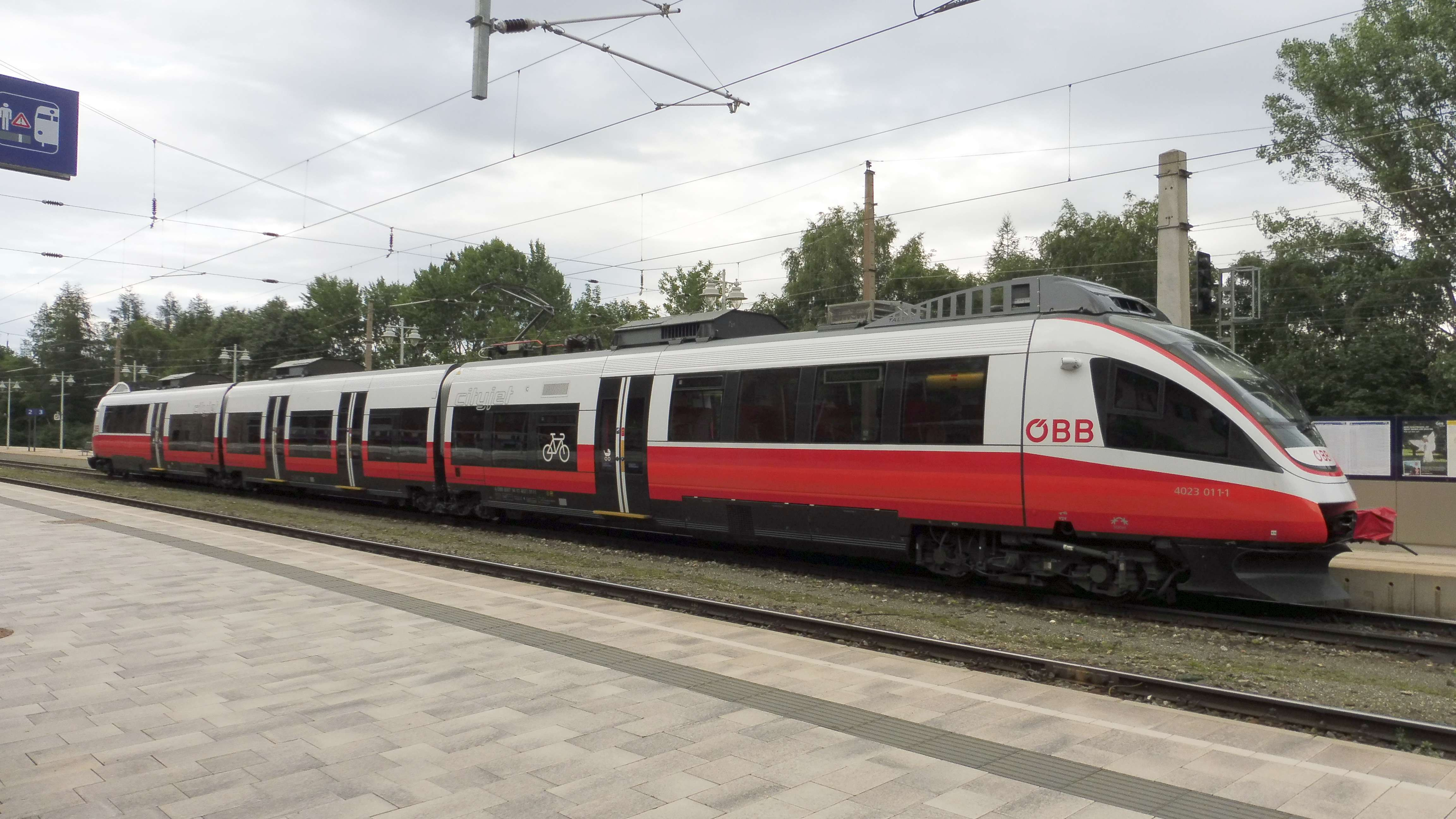
ÖBB 4023 modernisiert im Cityjet-Design (2018)

Als Reihe 4023 bezeichnen die ÖBB die dreiteiligen Triebwagen mit elektrischem Antrieb. Die Inbetriebnahme der Einheiten wurde aufgrund einer fehlenden Zulassung durch die Aufsichtsbehörde verzögert. Elf Triebwagen wurden geliefert, wovon sieben bei der S-Bahn Salzburg im Einsatz sind. Die 4023 sind seit dem 15. Dezember 2005 vom EBA für den Einsatz in Deutschland zugelassen. ÖBB-PV und die damalige BLB machen davon seit Juni 2006 mit der gemeinsamen Salzburger S-Bahnlinie 3 (Saalfelden – Schwarzach – Freilassing – Bad Reichenhall und Golling – Salzburg – Bad Reichenhall) Gebrauch. Ein Triebwagen der Reihe 4023 wurde von den Steiermärkischen Landesbahnen angemietet und bis zur Inbetriebnahme von Neubautriebwagen der Type Stadler GTW 1. Generation zu Jahresende 2010 auf der Bahnstrecke (Graz –) Peggau – Übelbach eingesetzt, da die Bahnsteige der Haltestellen nicht die nötige Länge für die Triebwagen der Reihe 4024 aufweisen. Drei Triebwagen der Reihe 4023 sind seit Mitte Dezember 2009 im Raum Kärnten-Osttirol in Verwendung. Außerdem wurde der Regionalverkehr auf der Semmeringbahn abwechselnd mit den Reihen 4020 und 4023 betrieben.

#### Reihe 4024

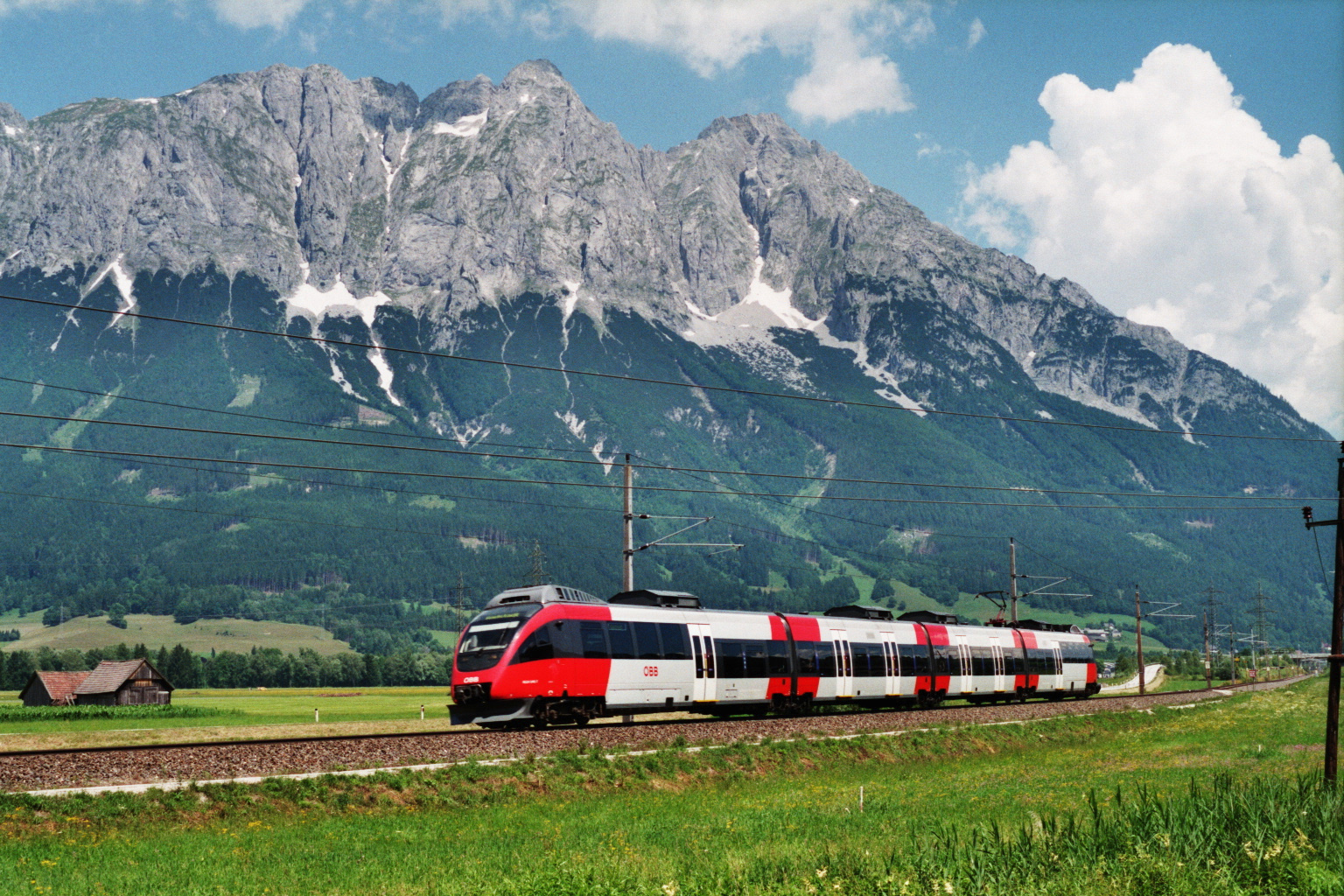
ÖBB-Reihe 4024 im Ennstal (2008)

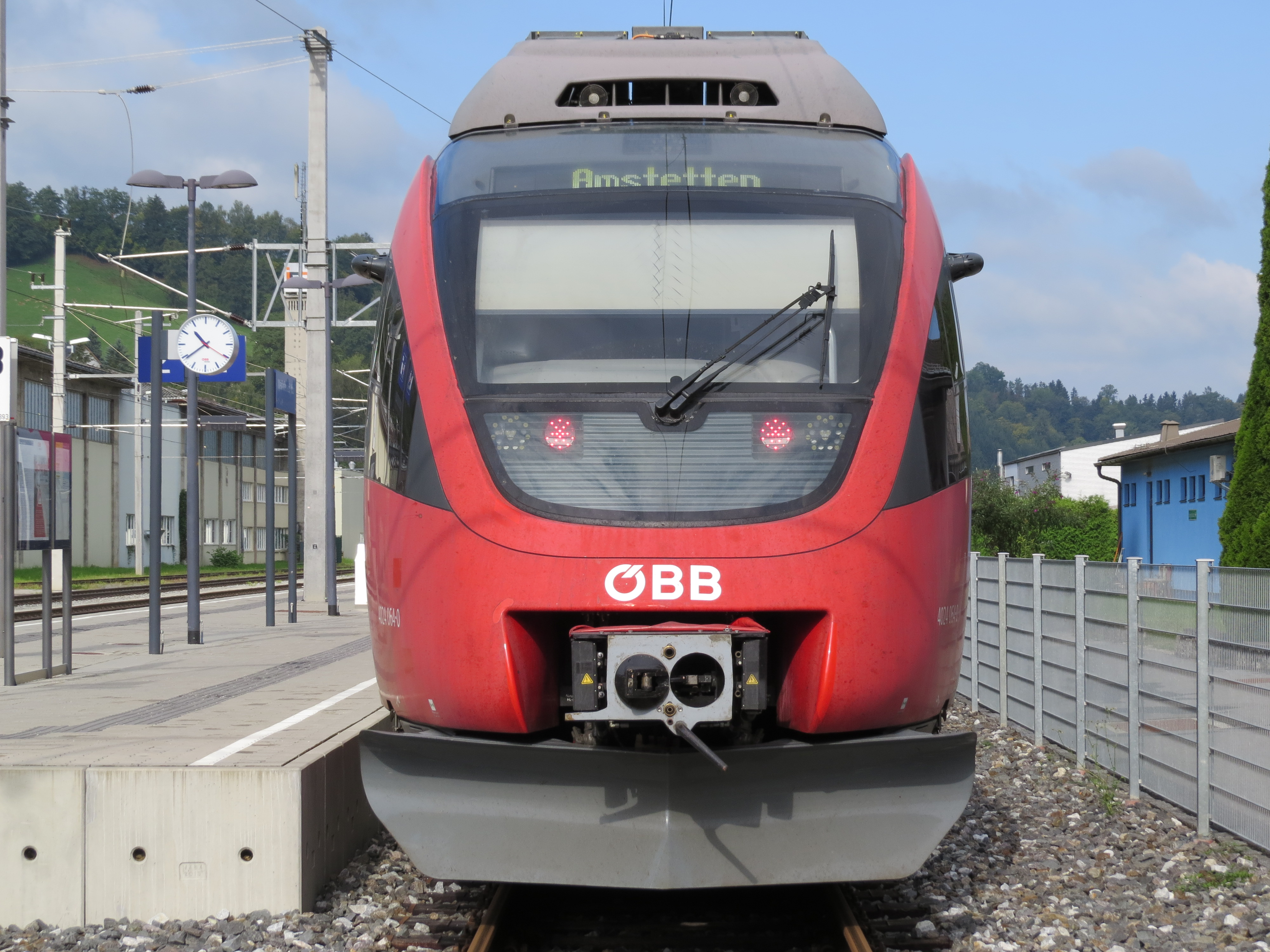
Frontalansicht der ÖBB-Reihe 4024 am Bahnhof Waidhofen an der Ybbs (2017)

Die Reihe 4024 ist die vierteilige Version der elektrischen Talents für ÖBB-Personenverkehr. Mit 140 Garnituren stellen diese Fahrzeuge das Rückgrat des Nahverkehrs der ÖBB in ganz Österreich dar. Sie sind in allen Gebieten mit größerem Nahverkehrsaufkommen (S-Bahn Wien, S-Bahn Tirol, S-Bahn Steiermark, S-Bahn Vorarlberg, S-Bahn Kärnten bis einschließlich Lienz, Salzburg – Saalfelden, Pyhrnbahn, Linz) im Einsatz. Diese Triebzüge erhielten das Gattungszeichen BDET und die UIC-Kennzeichnung der Triebfahrzeuge 93 81 4024 xxx, wobei xxx für die Ordnungsnummer steht. Damit sind folgende Informationen codiert: Österreichischer Triebzug mit mehr als 190 km/h (eigentlich nur 140 km/h), elektrisch getriebener Schnellbahntriebwagen für den innerstädtischen und Umlandverkehr mit Plätzen der zweiten Klasse. Mit der Umgestaltung ins neue Cityjet-Design werden auch die UIC-Wagennummern richtiggestellt, sie lauten nun 94 81 4024 xxx, entsprechend einem Triebzug mit weniger als 190 km/h Höchstgeschwindigkeit.

#### Reihe 4124

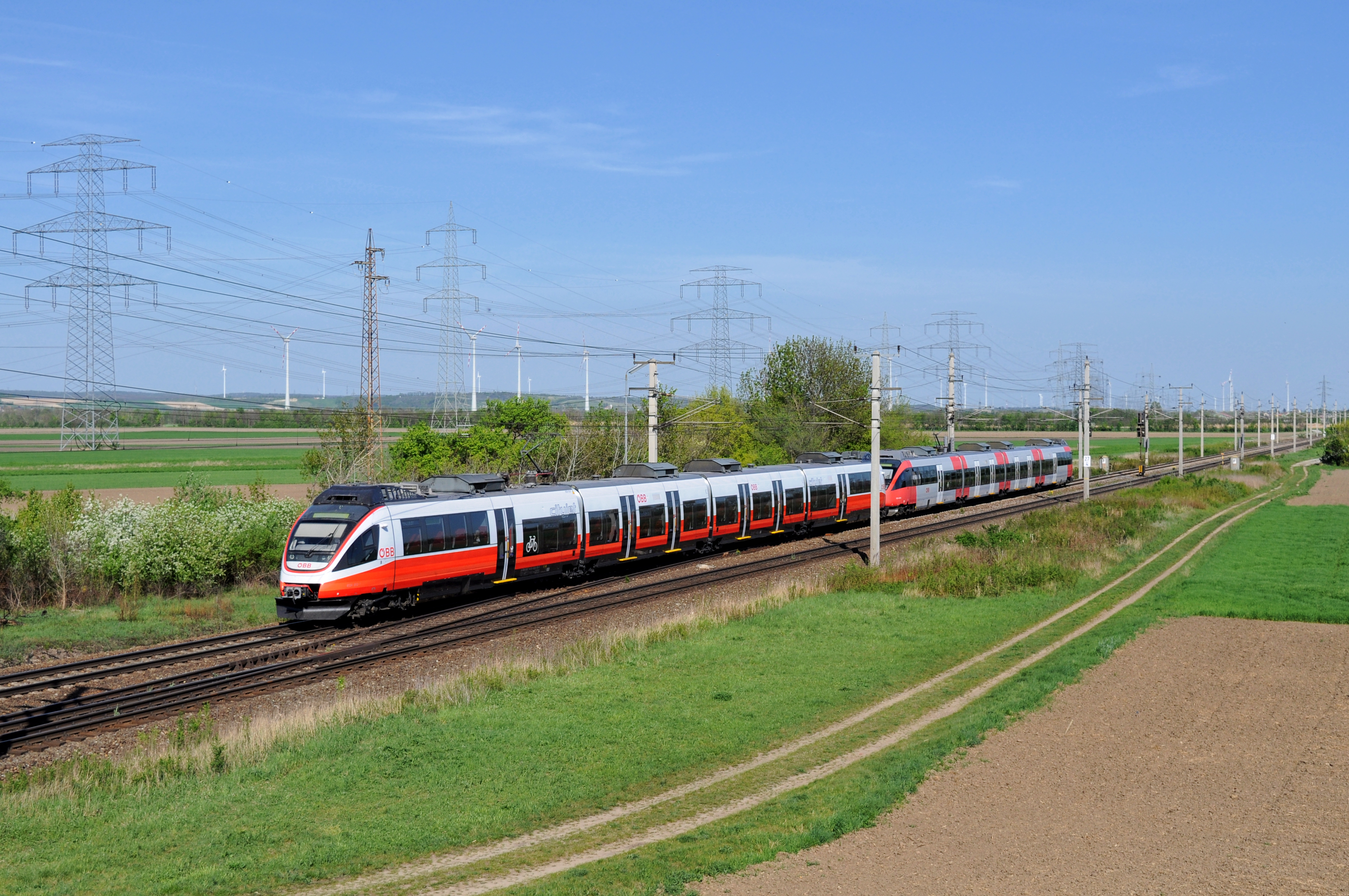
ÖBB 4124 012 im Cityjet-Design mit einem 4124 im alten Design bei Götzendorf

Die Reihe 4124 (anfänglich als Rh 4824 beschriftet) sind wagenbaulich der Reihe 4024 entsprechende Zweifrequenztriebzüge für Fahrdrahtspannungen von 15 sowie 25 kV. Geliefert wurden 37 Stück. Die 25-kV-Einrichtung wird beim Einsatz von Wien in Richtung Ungarn über die Strecken der Raab-Oedenburg-Ebenfurter Eisenbahn genutzt.

#### Kritik
Nach Protesten wurde die österreichische Ausführung mit einer fahrzeuggebundenen Rampe für Rollstuhlfahrer nachgerüstet.
Weiter wurde der Fahrkomfort kritisiert: zu wenig Sitzplätze seien vorhanden, die Sitze seien zu hart, die Sitzabstände zu gering, die Lautsprecherdurchsagen zu laut und Sonnenrollos fehlten. Ab Ende 2013 wurde in einigen Garnituren ein Hochflurbereich mit bequemeren Sitzen, größtenteils in Reihenbestuhlung, Fußstützen und Klapptischen ausgestattet. Dieser Bereich wird als Komfortzone bezeichnet. Außerdem ist seit Ende 2017 die Umlackierung ins ÖBB-Cityjet-Design sowie die Aufwertung des Innenraums im Gang, die bis 2022 abgeschlossen werden soll.

#### Steiermarkbahn und Bus

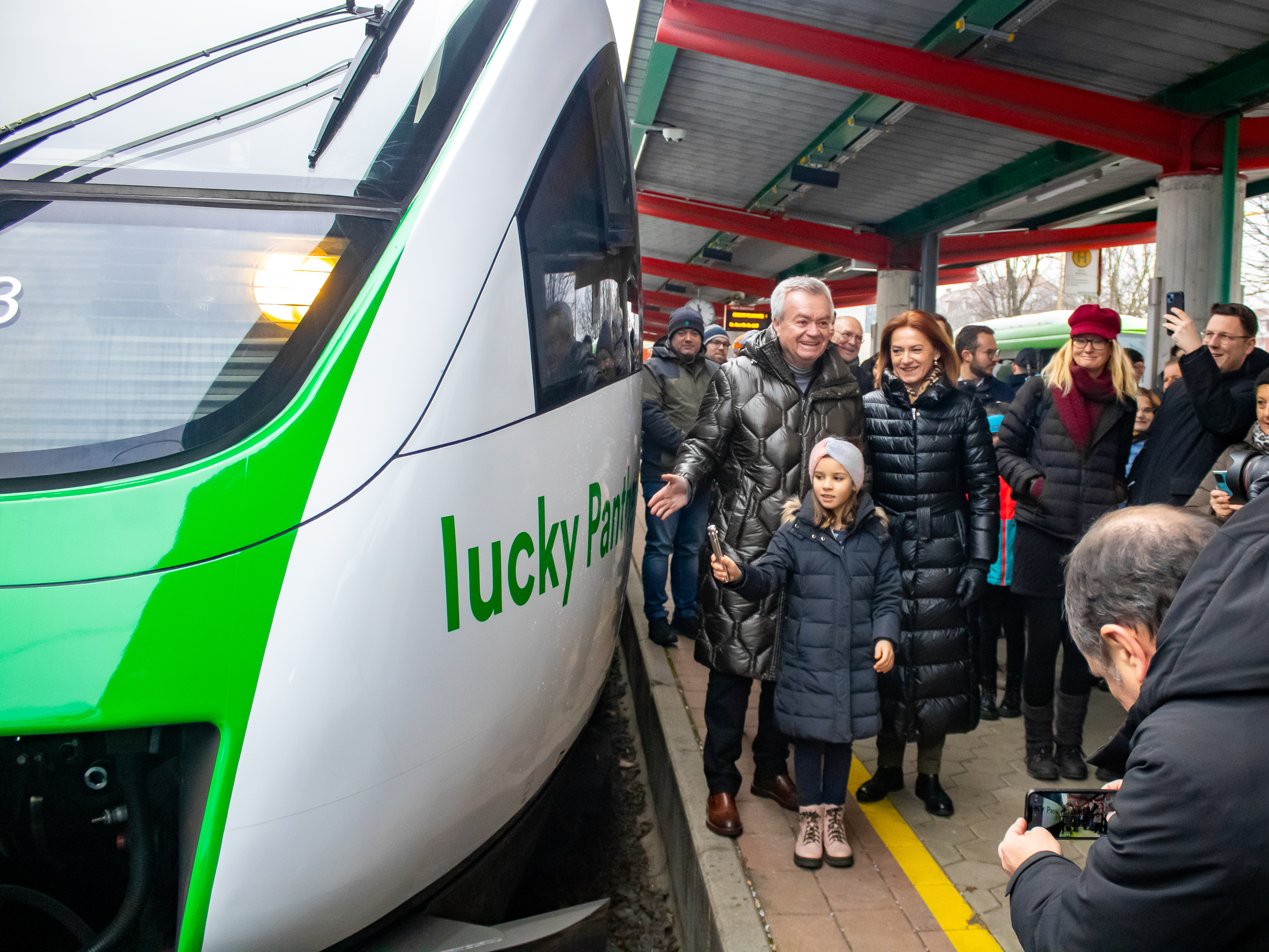
Einer der drei Talent-Dieseltriebwagen der Steiermarkbahn bei ihrer Taufe durch Anton Lang (2024)

Im Jahr 2023 beschaffte das Unternehmen Steiermarkbahn und Bus drei gebrauchte, dieselmechanische Dieseltriebwagen der deutschen Reihe 643 (zwei Einheiten mit Baujahr 1998, eine von 2000) und stellte sie im Dezember 2023 in Dienst. Die Fahrzeuge standen zuletzt bei der Bayerischen Oberlandbahn im Einsatz, wo sie durch Lint-Triebwagen ersetzt und danach abgestellt wurden.

### Ungarn

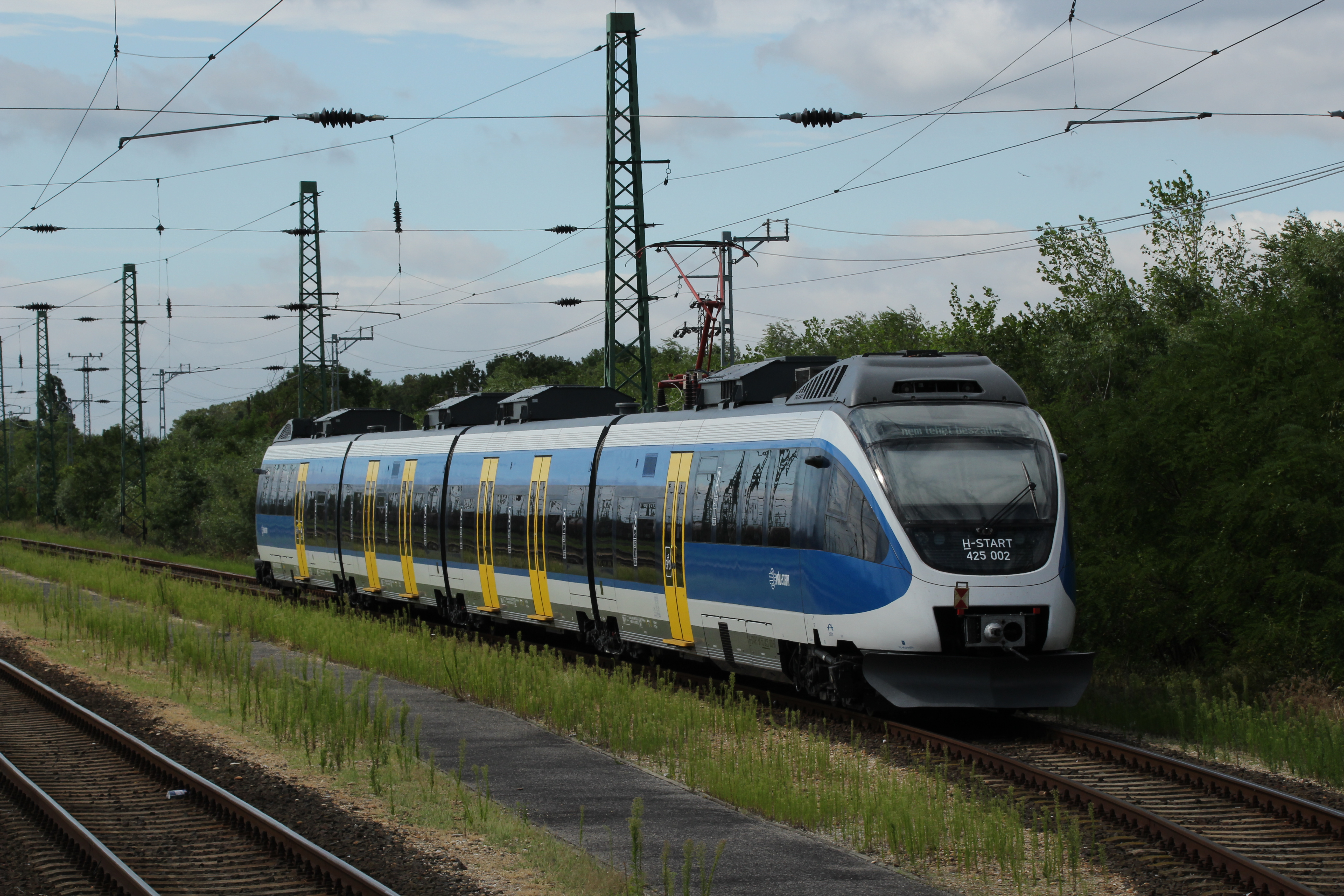
Triebwagen 425 002 der ungarischen Staatsbahn MÁV-START abgestellt in Hegyeshalom

Die Ungarische Staatsbahn MÁV-START besitzt zehn vierteilige Zweifrequenzeinheiten, die sie als Baureihe 425 (anfangs 5342) bezeichnet. Sie wurden aus der Reihe 4124 der ÖBB abgeleitet, die ersten Einheiten wurden unmittelbar der Lieferserie 4124 für die ÖBB entnommen. In Ungarn wird mit 25 Kilovolt gefahren, im grenzüberschreitenden Betrieb nach Österreich mit 15 Kilovolt. Am 10. Juli 2009 nahm die MÁV-START die zehn Talent auf Anraten von Bombardier vorübergehend aus dem Verkehr. Grund hierfür ist eine zu starke Abnutzung der Bremsscheiben, da das ungarische Zugbeeinflussungssystem EVM nur auf die Druckluft-, jedoch nicht die elektrodynamische Bremse wirkt. Sie wurden aber später wieder eingesetzt. Im Einsatz sind die Triebwagen vor allem im Euregio-Verkehr als Regionalzüge zwischen Győr (Raab) und Wien.
Mit den 2019 beginnenden Hauptausbesserungen werden die Talent-Triebwagen in das MÁV übliche blau/weiße Design umgestaltet. Dabei werden auch die Sitzbezüge erneuert und Maßnahmen zur Erhöhung der in den Jahren zuvor stark gesunkenen Zuverlässigkeit getroffen. Im Sommer 2021 beginnt man die für den Einsatz in Ungarn adaptierten Ansagen der ÖBB durch Ansagen ungarischer Sprecherinnen zu ersetzen, als Besonderheit werden in ungarischer Sprache die ehemals ungarischen Gemeinden im Burgenland mit ihren ungarischen Ortsnamen angekündigt.

### Norwegen

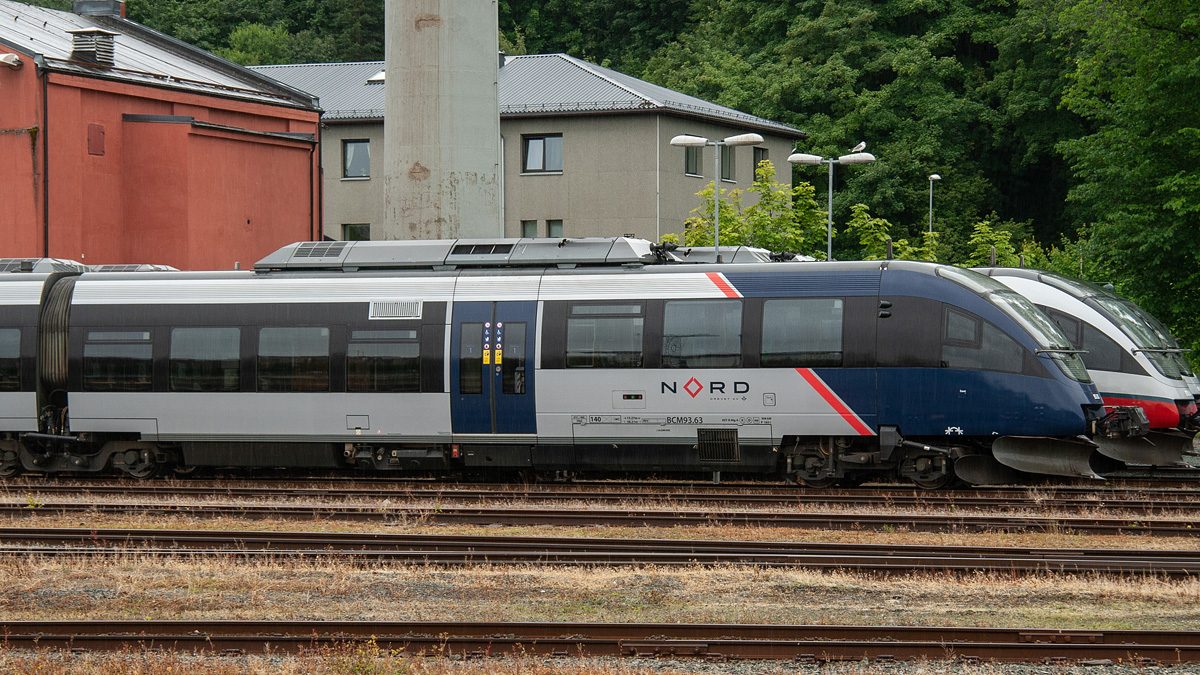
Talent im Design der SJ Norge

Zwischen 2001 und 2020 hatte Vy (bis April 2019 Norges Statsbaner, NSB) 15 zweiteilige Dieseltriebwagen als NSB Type 93 auf den nicht elektrifizierten Strecken Mittel- und Nordnorwegens (u. a. Nordlandsbanen) im Einsatz. Die Züge gingen ab 2016 an die staatliche Norske tog AS über, die die Züge an die norwegischen Verkehrsunternehmen im Personenverkehr vermietet. Mit der Vergabe des Netzes Nord 2 zwischen Oslo und Bodø gingen 13 Fahrzeuge ab Juni 2020 an den neuen Betreiber SJ Norge AS über. Die modernen Züge verringerten zwar die Reisezeiten, sind aber wegen des für Langstrecken geringen Komforts umstritten. Für Rollstuhlfahrer wurde in der norwegischen Ausführung ein Hebelift eingebaut.

### Slowakei

#### Regiojet
Zwischen dem 4. März 2012 und dem 13. Dezember 2020 wurden Talent-Dieseltriebwagen auf der Strecke 131 Bratislava–Komárno, die privat durch RegioJet geführt wurde, eingesetzt. Die ersten Triebwagen trafen am 20. Januar in der Slowakei ein. Dort wurden sie in die Farben von RegioJet beklebt. Zunächst wurden neun dreiteilige Triebwagen dafür von Alpha Trains angemietet, welche bis Dezember 2011 für die Prignitzer Eisenbahn auf der Strecke Dortmund–Enschede eingesetzt worden sind. Nach einem später erfolgten Fahrzeugtausch mit dem Vermieter und einer weiteren Beschaffung von Fahrzeugen der Prignitzer Eisenbahn waren zuletzt nur noch sechs Triebzüge vor Ort, welche nach Beendigung des Verkehrsvertrages an die Vermieter zurückgegeben wurden.

### Schweiz

#### BLS AG
Ab Mitte der 1990er-Jahre beschaffte die BLS Lötschbergbahn, heute BLS AG unter der Projektbezeichnung Niederflur-Nahverkehrszug «NINA» insgesamt 36 Einheiten des Typs BLS RABe 525. Niederflurkonzept und Drehgestelltechnik stammen weitgehend von den Talent-Triebzügen ab. Als Weiterentwicklung beschaffte die BLS AG ab 2008 weitere 25 Einheiten unter der Bezeichnung RABe 535. Sie verkehren unter dem Namen Lötschberger. Die BLS-Einheiten unterscheiden sich durch die geraden Stirnfronten und Seitenwände aus ebenen Flächen äußerlich deutlich von den Talent 1, zusätzlich liegen die Kontaktaufsätze der Kupplungen unter den Kuppelköpfen.

### Rumänien
Das rumänische Eisenbahnunternehmen Transferoviar Călători (TFC) erwarb 2021 die Triebwagen der nordrhein-westfälischen Regiobahn für den Einsatz auf der Bahnstrecke von Cluj-Napoca bis nach Aghireșu und der Strecke Bahnhof București Nord bis zum Flughafen Bukarest Henri Coandă. Der Einsatz erfolgt nach einem Umbau, welcher u. a. den Einbau von geschlossenen WC-Anlagen beinhaltet.
Im Jahr 2021 wurden zunächst nur elf der zwölf Einheiten überführt. Der Triebwagen 1001 befand sich zu diesem Zeitpunkt nach einem Unfall in Deutschland zur Reparatur im Werk Kassel der Deutschen Bahn. Im April 2024 erfolgte die Überführung des Fahrzeuges nach Rumänien, sodass seit dem sämtliche zwölf Einheiten vor Ort sind.

### Kanada
2001 übernahm das Unternehmen OC Transpo drei Fahrzeuge der Baureihe 643 aus dem Beschaffungsvolumen von DB Regio. Die Fahrzeuge wurden auf der acht Kilometer langen Trillium Line in Ottawa bis 2015 eingesetzt. Da die Fahrzeuge dem Betreiber mit einer Betriebsreserve von einem Fahrzeug zu unzuverlässig waren und Erweiterungspläne für die Linie bestanden versuchte der Anbieter erst weitere Gebrauchtfahrzeuge aus Deutschland zu erwerben. Nachdem keine weiteren Fahrzeuge erworben werden konnten, wurden sechs Lint 41 bei Alstom beschafft, die die Talent ablösten. Ein gemeinsamer Betrieb beider Baureihen auf der Linie wäre nicht möglich gewesen. Bis 2021 wurde ein Käufer für die Fahrzeuge gesucht und anschließend die Verschrottung ausgeschrieben.

### Weitere Einsatzgebiete
- eurobahn (dreiteilige, zeitweise auch zweiteilige Dieseltriebwagen), zwischen Dezember 2000 und Januar 2001 auch im eigenwirtschaftlichen Fernverkehr zwischen Bielefeld und Köln
- Transdev GmbH
  - NordWestBahn (zwei- und dreiteilige Dieseltriebwagen)
  - RheinRuhrBahn (dreiteilige Dieseltriebwagen)
  - Transdev Regio Ost (dreiteilige Dieseltriebwagen)
- Niederbarnimer Eisenbahn (zwei- und dreiteilige Dieseltriebwagen)

### Ehemalige Betreiber
- Die Länderbahn: (dreiteilige Dieseltriebwagen, 2022 gemietet von Prignitzer Eisenbahn), zusätzlicher Transport von Flüchtlingen (Ukraine) zwischen Görlitz und Leipzig
- Dortmund-Märkische Eisenbahn (dreiteilige Dieseltriebwagen), bis Dezember 2004
- Hanseatische Eisenbahn (dreiteilige Dieseltriebwagen, 2022 gemietet von Prignitzer Eisenbahn)
- O-Train (OC Transpo, dreiteilige Dieseltriebwagen), bis 2015
- Ostdeutsche Eisenbahn (dreiteilige Dieseltriebwagen, gemietet von Prignitzer Eisenbahn): Einsatz in verschiedenen Zeiträumen zwischen 2013 und 2021, u. a. auf den Strecken Wismar – Bad Kleinen, Rehna – Schwerin – Parchim und Lietzow (Rügen) – Sassnitz/Ostseebad Binz.
- Prignitzer Eisenbahn GmbH (zwei- und dreiteilige Dieseltriebwagen bis Dezember 2012), seit der Vermietung der sechs eigenen Triebwagen, der Prototyp wurde 2013 in Neustrelitz verschrottet, Rückgabe der elf gemieteten Fahrzeuge
- Regiobahn (zweiteilige Dieseltriebwagen, zeitweise während Fahrzeugengpässen auch dreiteilige), bis März 2021
- Städtebahn Sachsen (dreiteilige Dieseltriebwagen), Anmietung einer Einheit Ende 2012
- Transdev GmbH (ehemals Veolia- und Connex Verkehr GmbH)
  - Bayerische Oberlandbahn (dreiteilige Dieseltriebwagen, zur Erweiterung der Integral-Flotte in der Hauptverkehrszeit): zunächst drei bis Einheiten (je nach Bedarf) in Hochflur-Ausführung zwischen 2004 und 2013, danach Austausch durch neun Fahrzeuge in Niederflur-Ausführung bis Juni 2020.
  - Nord-Ostsee-Bahn (dreiteilige Dieseltriebwagen)
  - Ostseeland Verkehr (dreiteilige Dieseltriebwagen, Beschaffung durch die Ostmecklenburgische Eisenbahn), bis Dezember 2013 sowohl im Nah- als auch zuvor im eigenwirtschaftlichen Fernverkehr (InterConnex)

## Unfälle
- Am 10. November 2003 geriet der Prototyp (VT 643.07, fest übernommen von der Prignitzer Eisenbahn) in Oberhausen-Osterfeld in Brand. Nachdem er etliche Jahre abgestellt war (u. a. im Bahnwerk Neustrelitz), wurde er 2013 in Neustrelitz verschrottet.
- Am 6. April 2006 gerieten die Triebwagen 644 020 und 026 der DB Regio NRW auf der Strecke zwischen Rösrath-Stümpen und Köln in Brand.[30]
- Am 3. Mai 2009 geriet der Triebwagen 644 061 der DB Regio NRW auf der Strecke zwischen Overath und Gummersbach bei Dieringhausen in Brand.[31]
- Am 25. Juni 2012 gerieten die Triebwagen 643 224 und 643 225 der DB Regio NRW (Euregiobahn) auf der Strecke zwischen Aachen und Stolberg bei Eilendorf in Brand. Das Feuer brach in einem Schaltschrank hinter dem Führerstand des zweiten Triebwagens aus. Ursächlich waren Isolationsfehler in beiden Triebfahrzeugen. Durch die Kupplung der Fahrzeuge in Stolberg kam es zu einem Kurzschluss und damit zu einer thermischen Überlastung. Das entstehende Feuer führte zu einer Zwangsbremsung. Anschließend wurde der Zug auf freier Strecke evakuiert.[32] Zwei Personen erlitten leichte Rauchvergiftungen. Der Triebwagen brannte völlig aus. Durch die starke Hitzeentwicklung riss die Oberleitung.[33]
- Am 21. Januar 2013 stießen in Wien gegen 8.45 auf Höhe Zehetnergasse zwei voll besetzte ÖBB-4024 der Linie S 45 zusammen. Laut den ÖBB waren die beiden Züge mit rund 280 Fahrgästen besetzt, insgesamt 41 davon wurden verletzt.[34] Aus den beiden beschädigten Einheiten wurde ein 4024 gebildet und mit einem dadurch überschüssigen Mittelwagen ein Zug der Reihe 4023 zu einem 4024 verlängert.
- Am Abend des 6. Januar 2016 brannte der VT 643.20 (643 411)[35] der Niederbarnimer Eisenbahn in der Nähe des Berliner S-Bahnhofs Wuhletal aus. Alle 180 Fahrgäste konnten unverletzt evakuiert werden.[36]
- Am Morgen des 25. Mai 2016 entgleiste der Triebzug 4024 096 auf der Einfahrweiche des Bahnhofs Vöcklabruck. Die nach Rücksprache mit dem Triebfahrzeugführer vom Fahrdienstleiter angenommene Position des Zuges wich von der tatsächlichen ab, so dass der Fahrdienstleiter in der Annahme, zum Stellen der Weiche bleibe noch ausreichend Zeit, die Weiche umstellte, als der Zug diese bereits passierte. Ein Teil des Zuges geriet deswegen auf das Gegengleis. Die als Regionalzug 3264 nach Kammer-Schörfling verkehrende Garnitur war zum Zeitpunkt der Entgleisung ohne Reisende unterwegs, niemand wurde verletzt. Der Zug wurde per Kran aufgegleist. Erst am 26. Mai abends konnte der zweigleisige Betrieb auf der Westbahn wieder aufgenommen werden.[37]
- Am späten Abend des 2. November 2024 brannte der VT 643.14 (Baujahr 2004) der Niederbarnimer Eisenbahn im Bahnhof Ahrensfelde aus. Alle fünf Fahrgäste wurden unverletzt in Sicherheit gebracht. Das Fahrzeug war von Angel Trains geleast.[38][39][40]
- Am 26. Mai 2025 stieß VT 0003 (643 110, Steiermarkbahn und Bus) an einem unbeschrankten Bahnübergang in St. Ruprecht an der Raab mit einem LKW zusammen und geriet in Brand.[41]

## Galerie

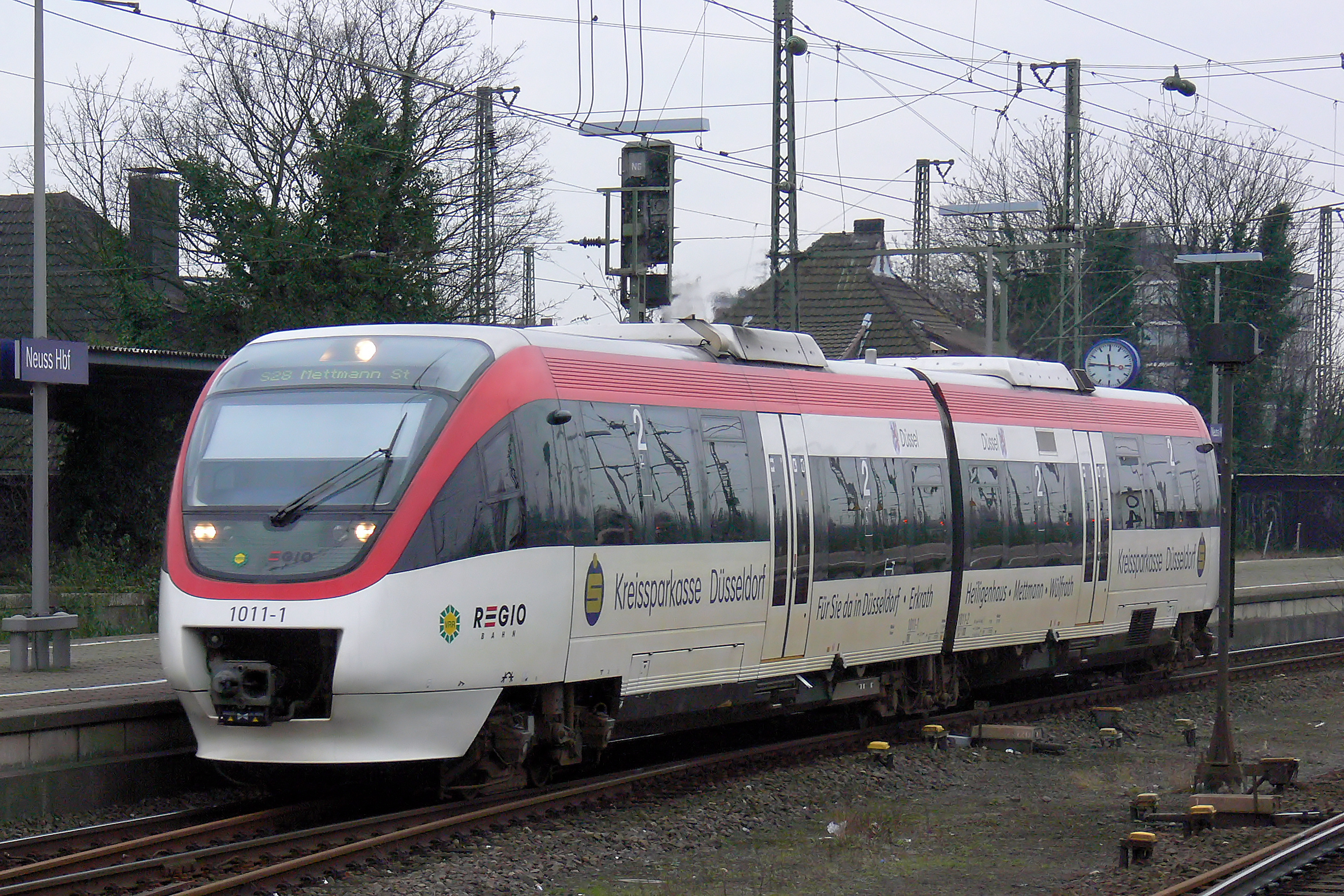
Zweiteiliger Talent als 1011-1 der Regiobahn in Neuss
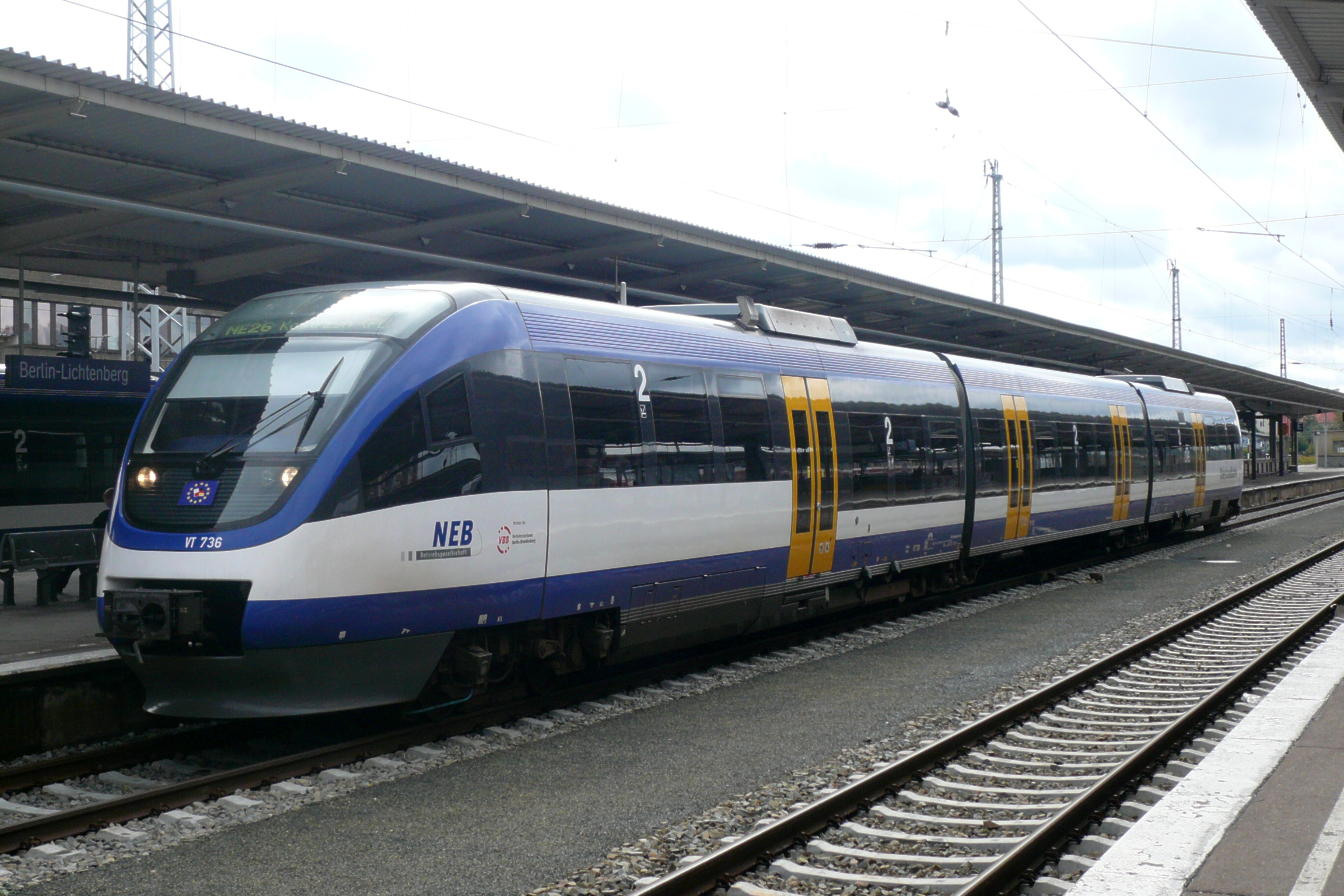
Dreiteiliger Talent als VT 736 der NEB in Berlin-Lichtenberg
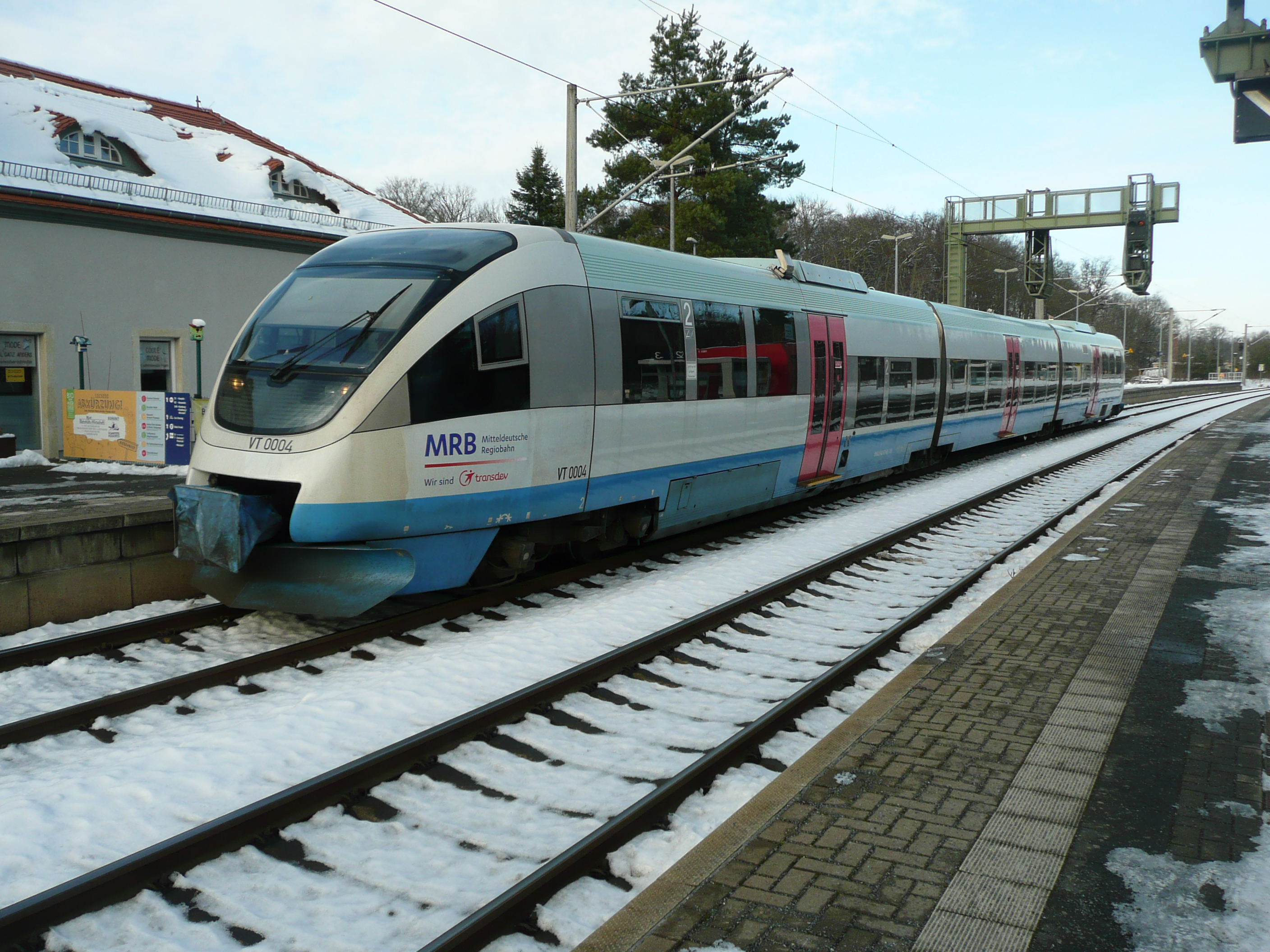
Dreiteiliger Talent als 643 111/611 der Mitteldeutschen Regiobahn im Bahnhof Dresden-Klotzsche
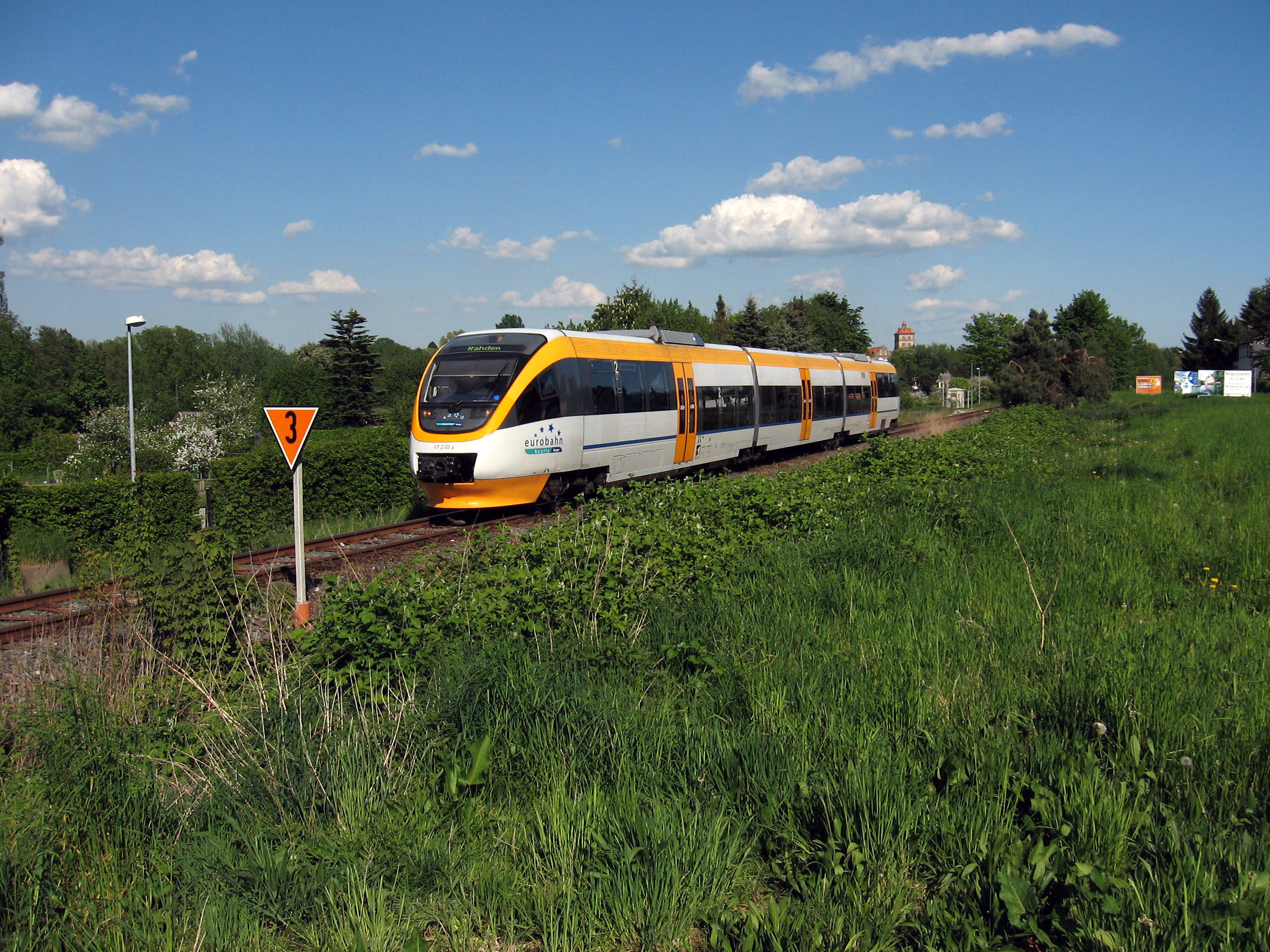
Talent der Eurobahn in Lemgo
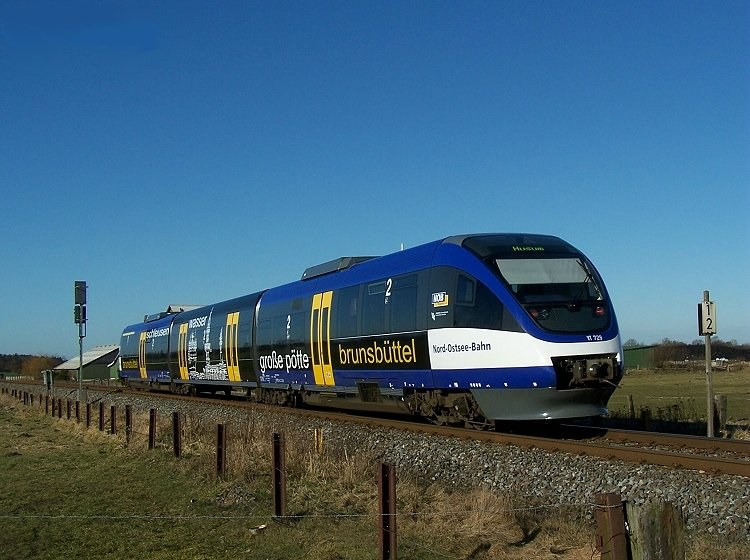
Talent der Nord-Ostsee-Bahn
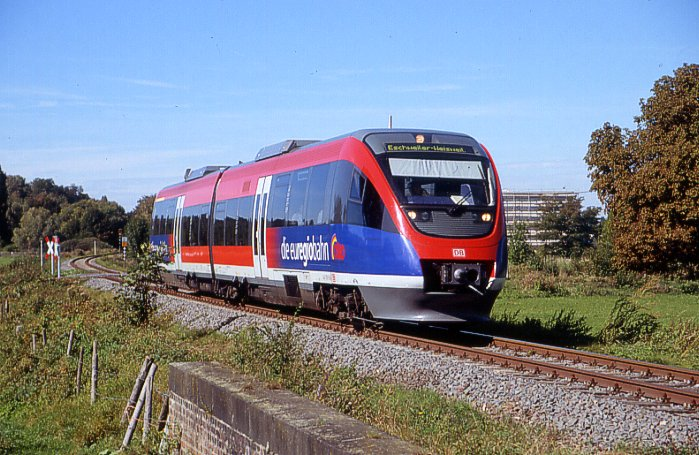
Talent der Euregiobahn
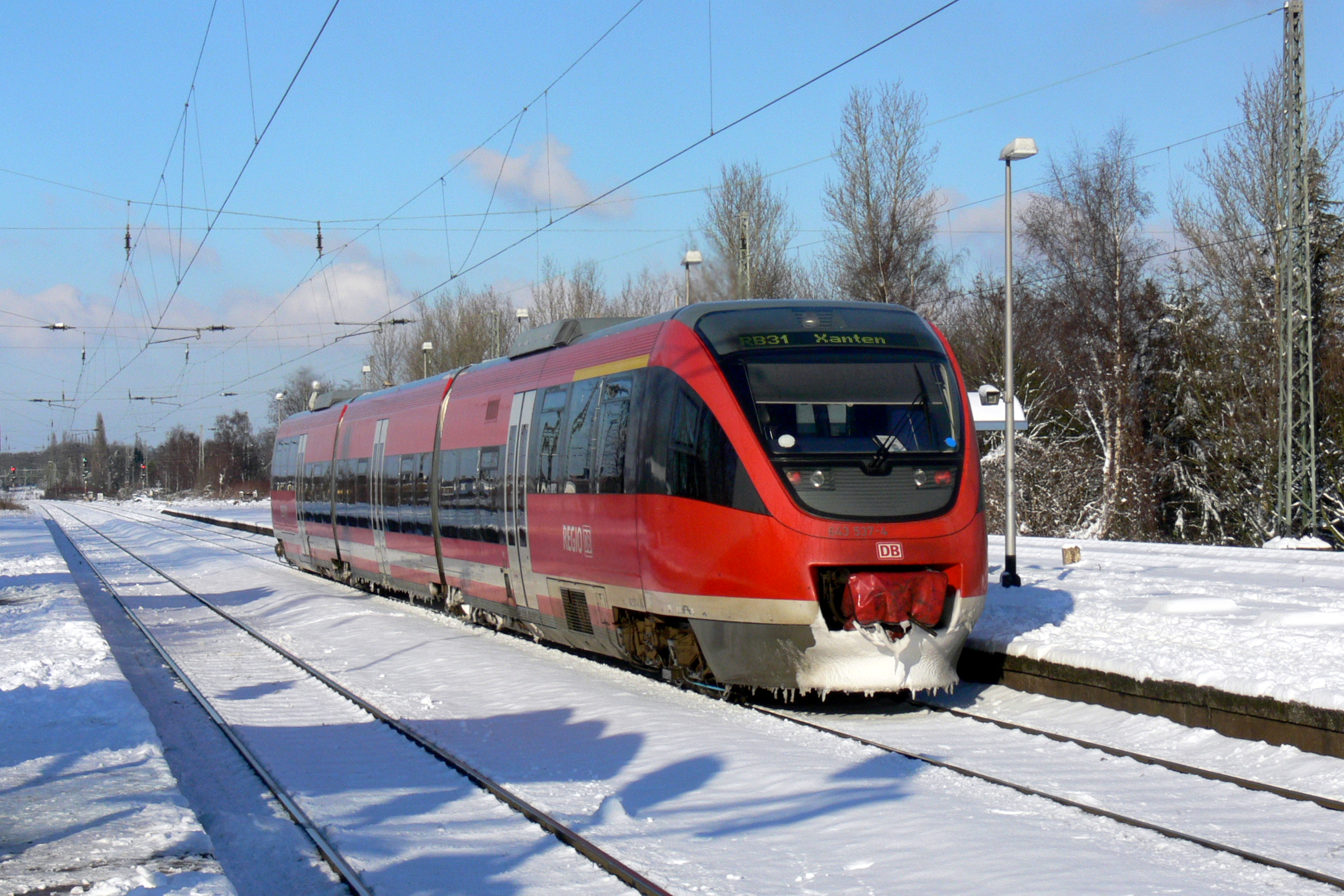
643 037 von DB Regio
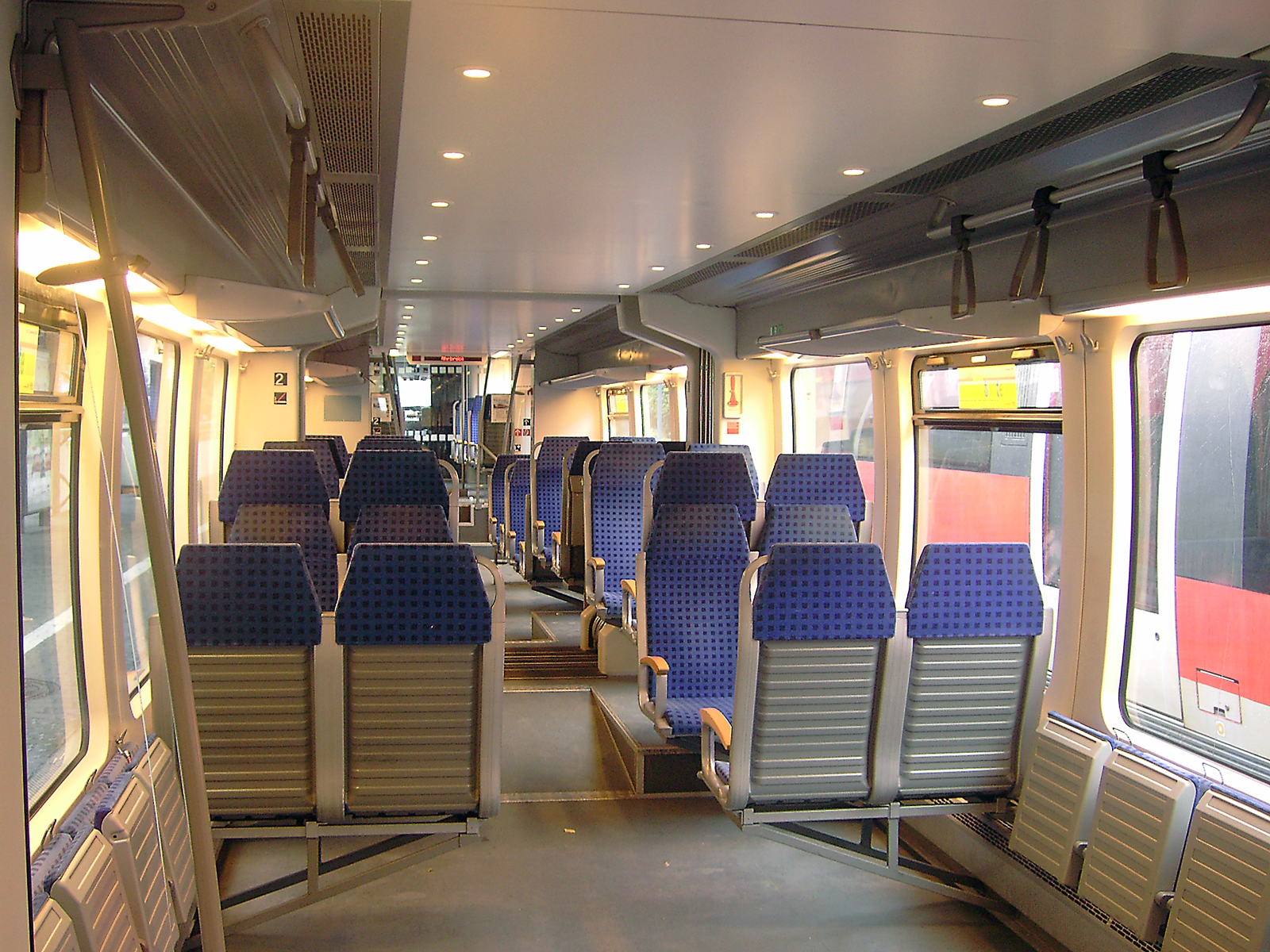
Inneneinrichtung Baureihe 643 von DB Regio
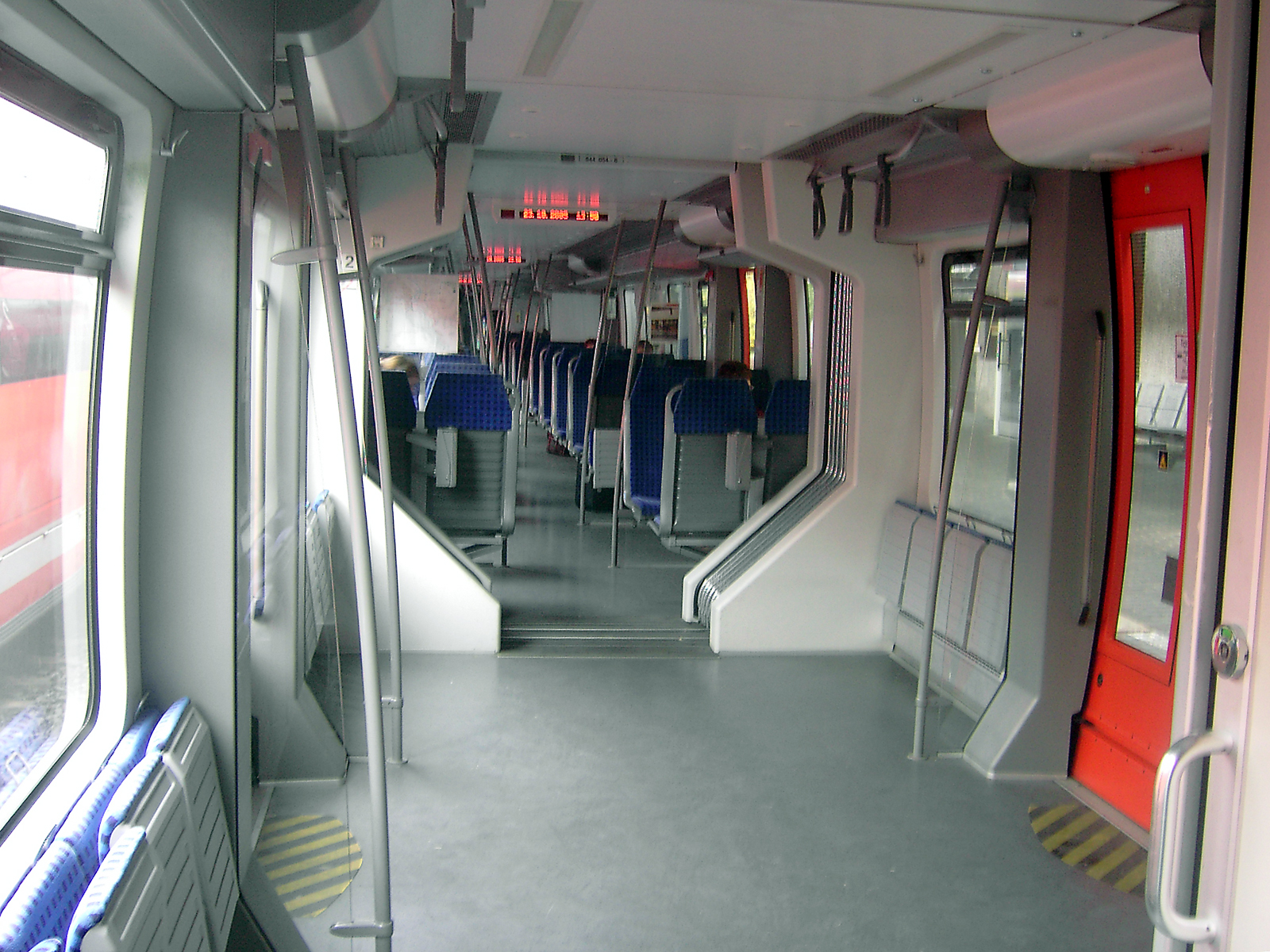
Inneneinrichtung Baureihe 644 von DB Regio
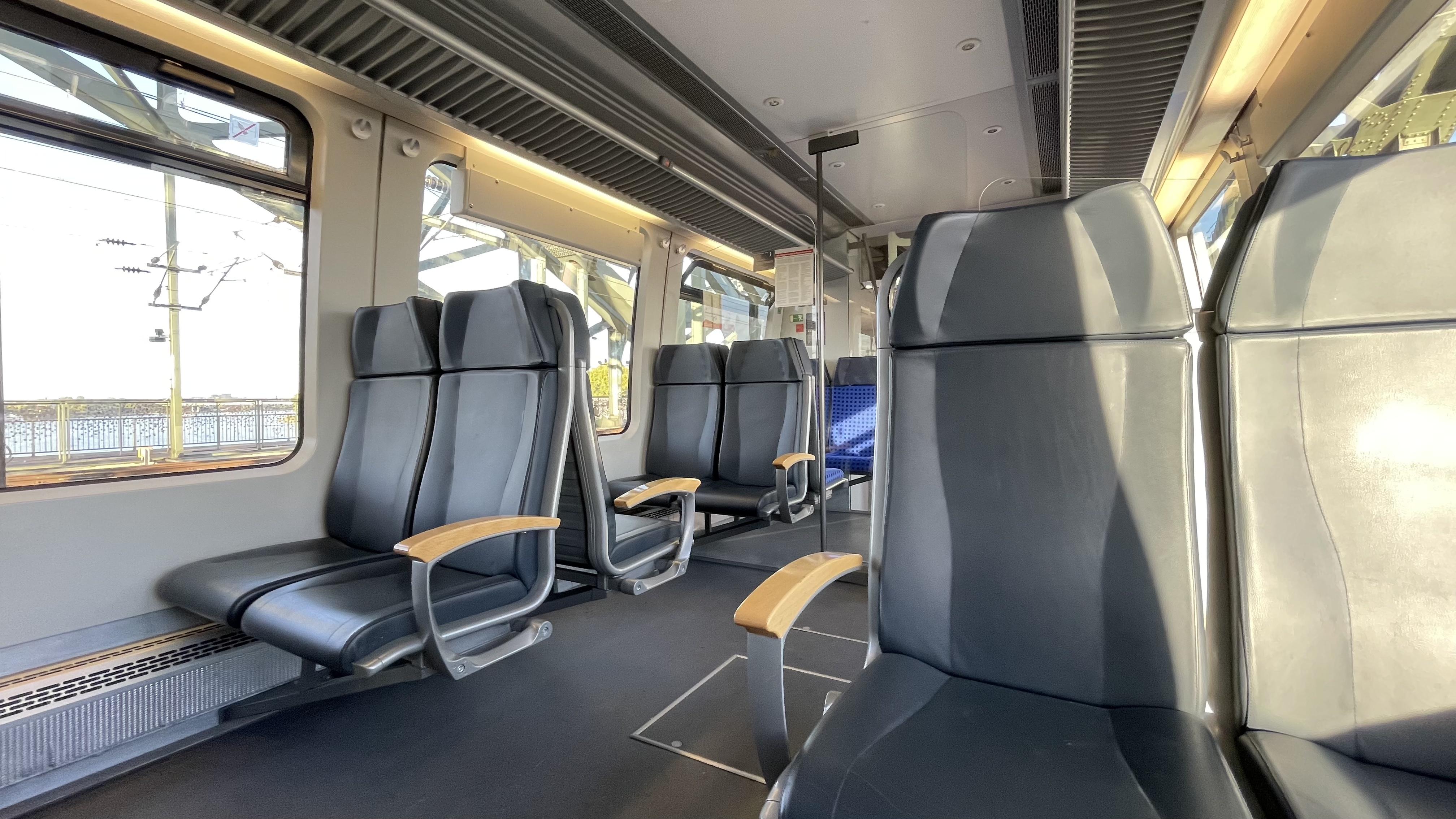
1. Klasse-Bereich Baureihe 644 von DB Regio
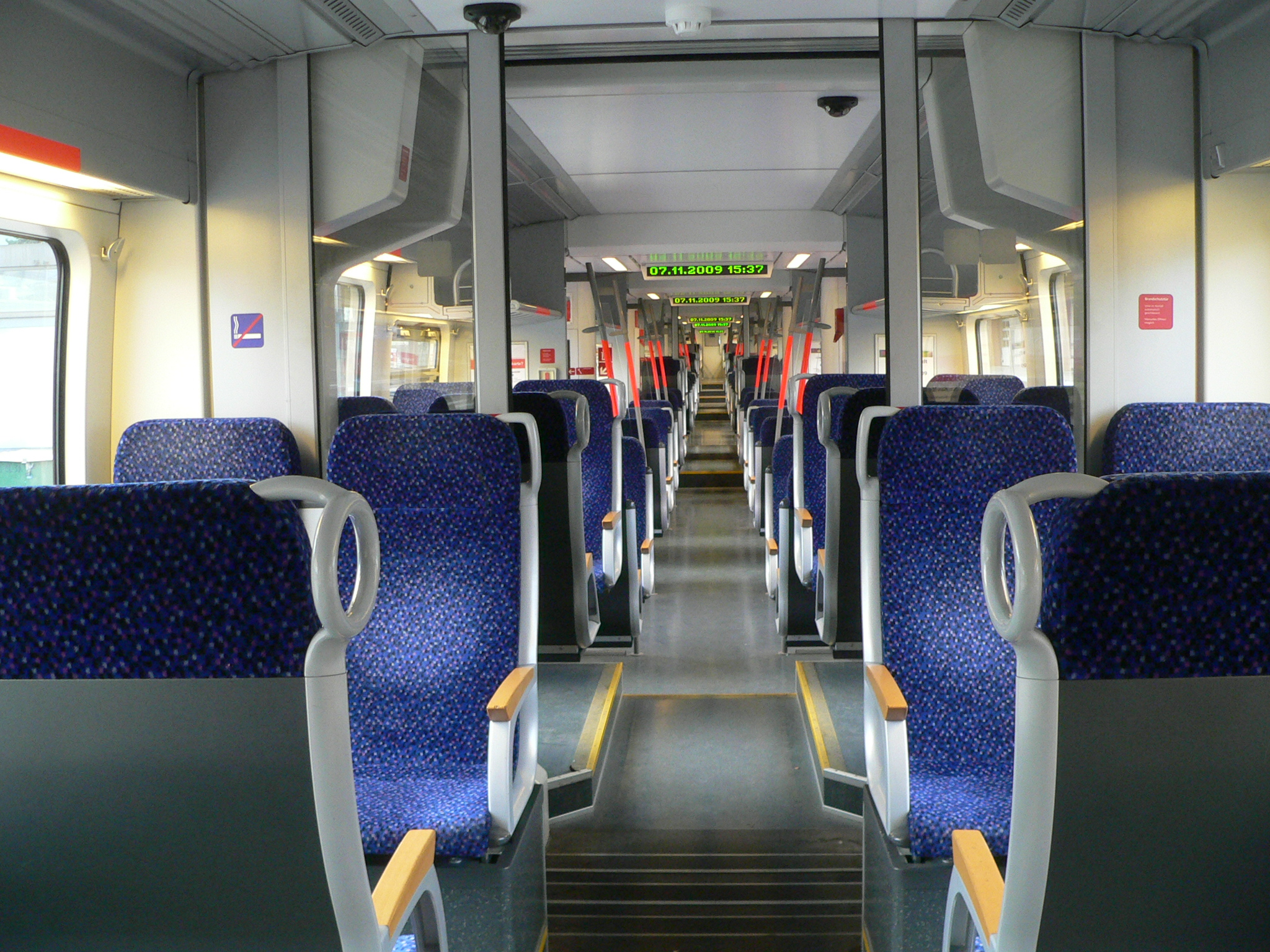
Innenraum eines ÖBB-Talents
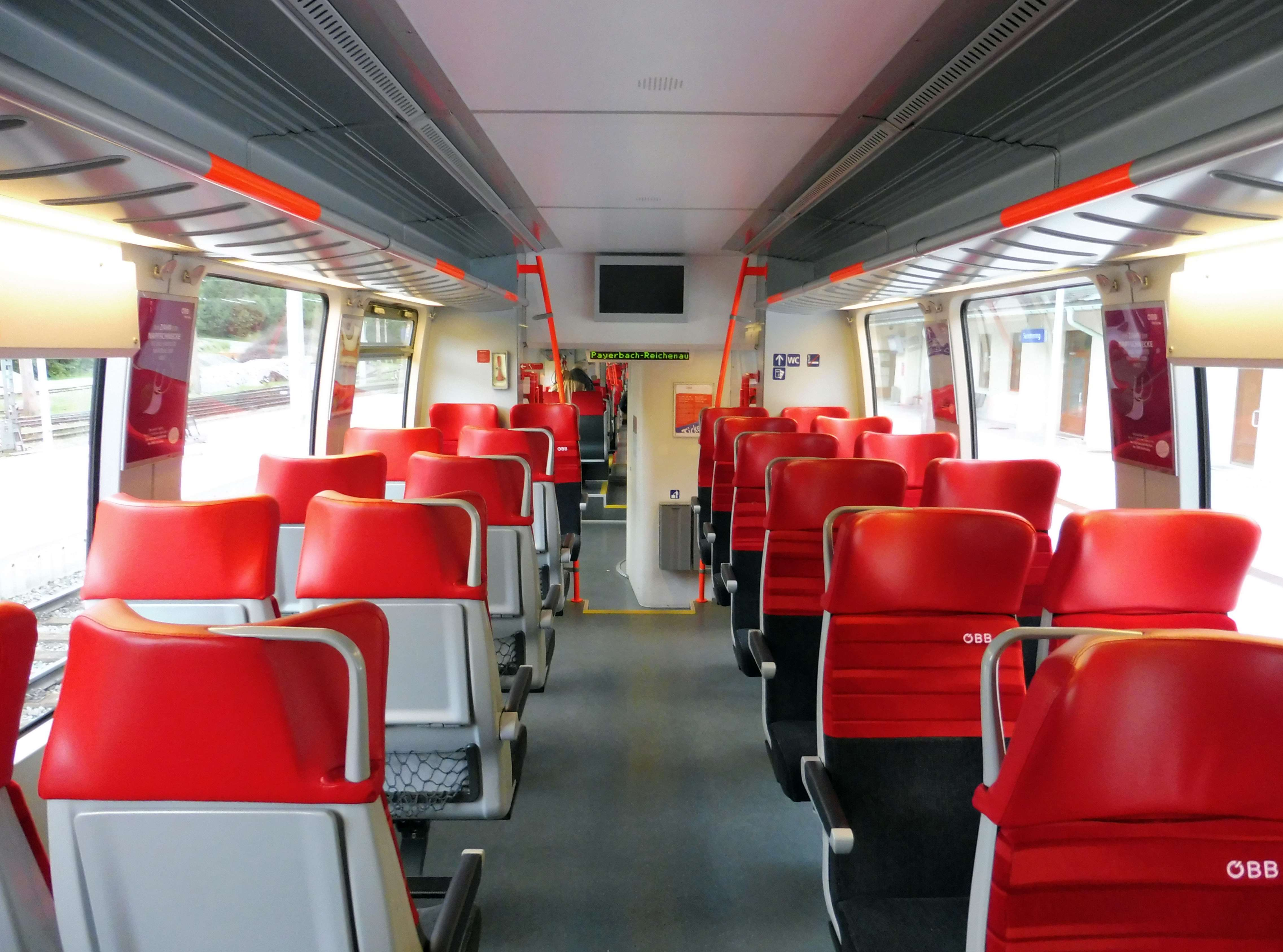
Komfortzone in einem 4023 der ÖBB (modernisiert)
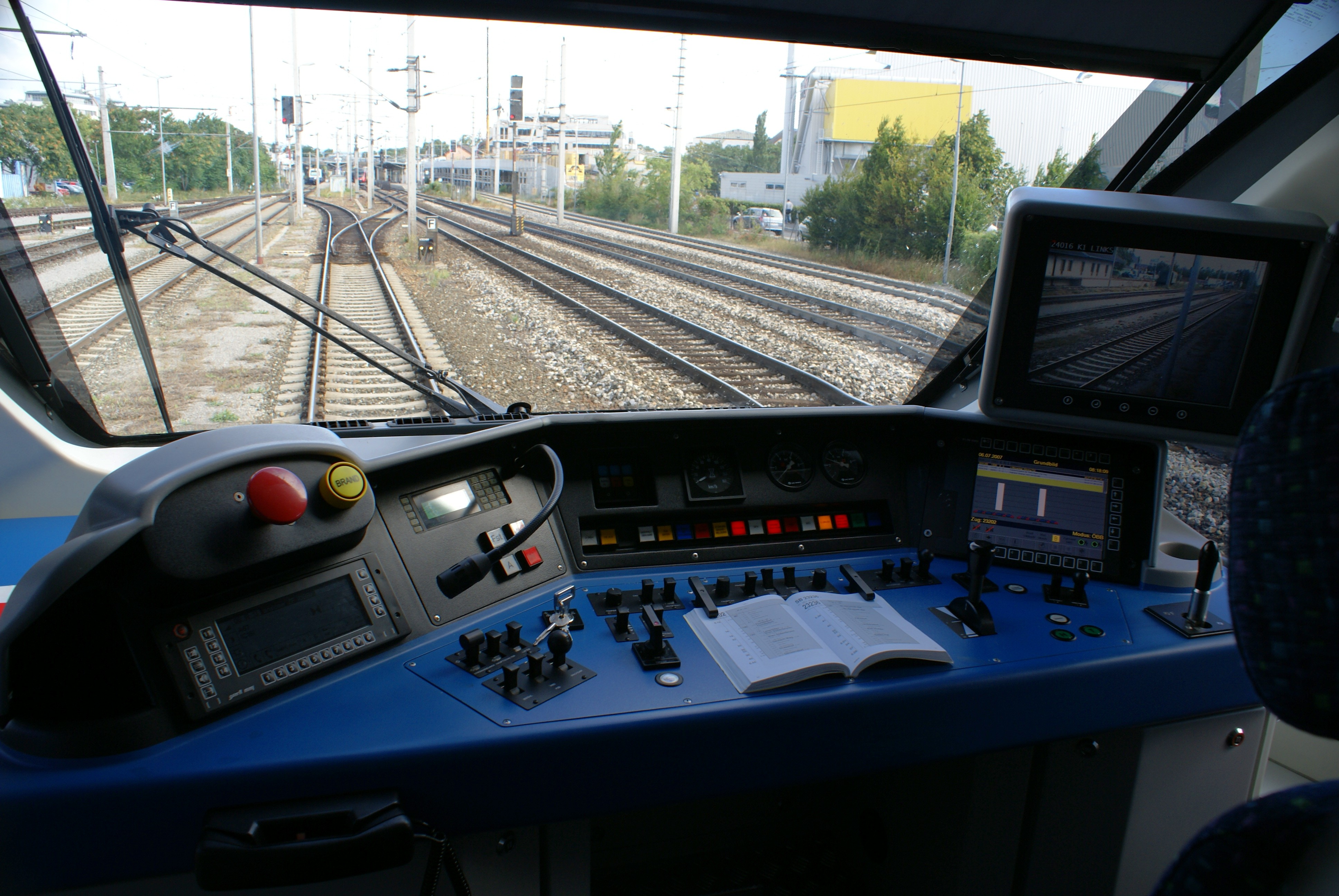
Führerstand eines ÖBB-Talent
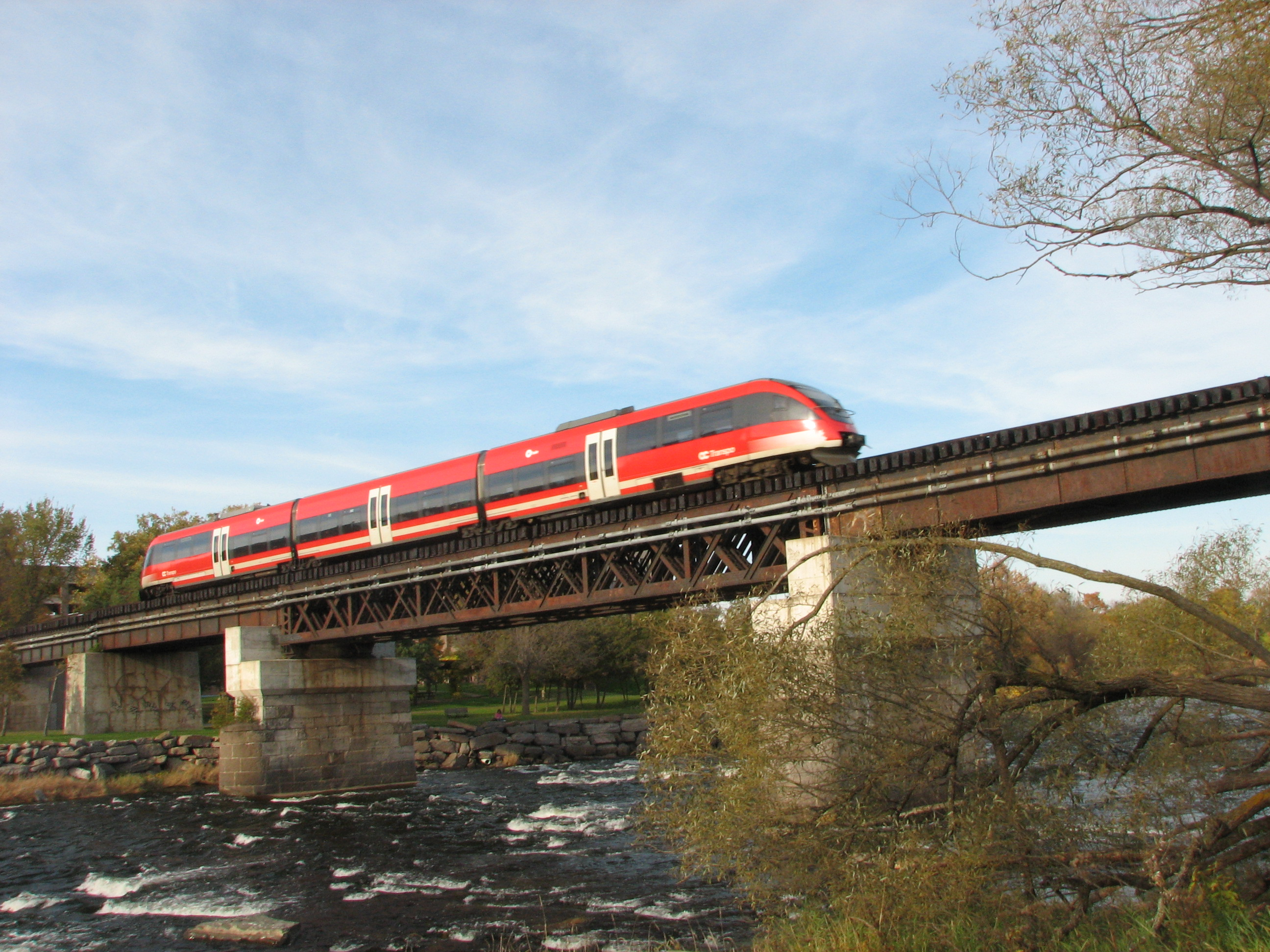
O-Train in Kanada
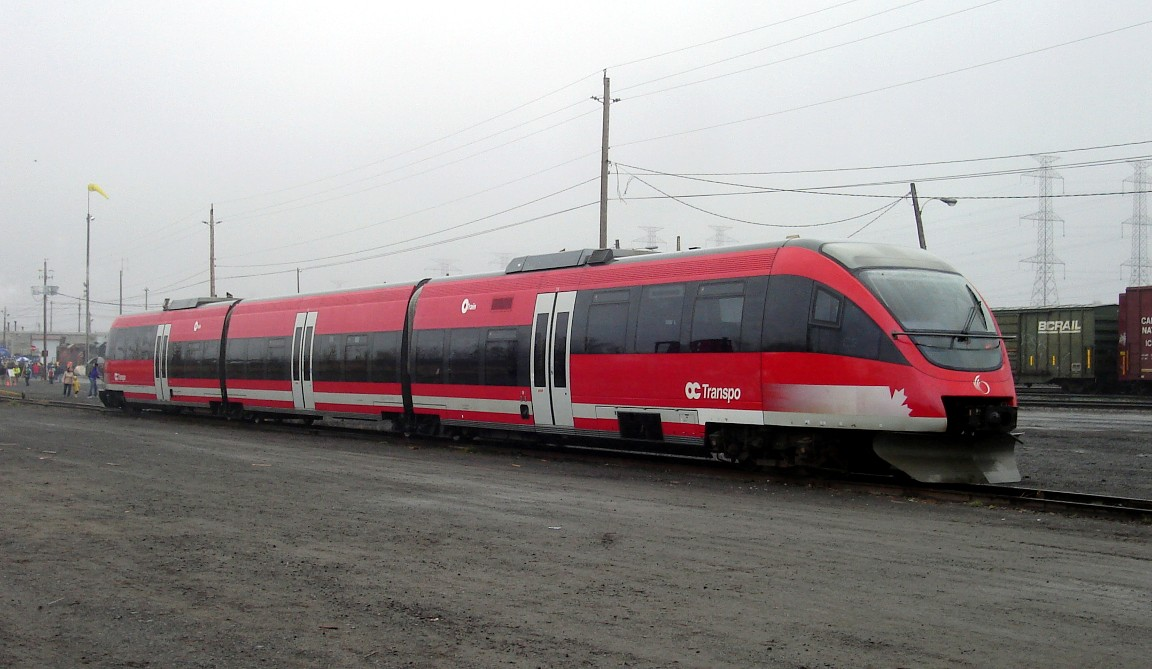
O-Train im Walkley Yard in Ottawa
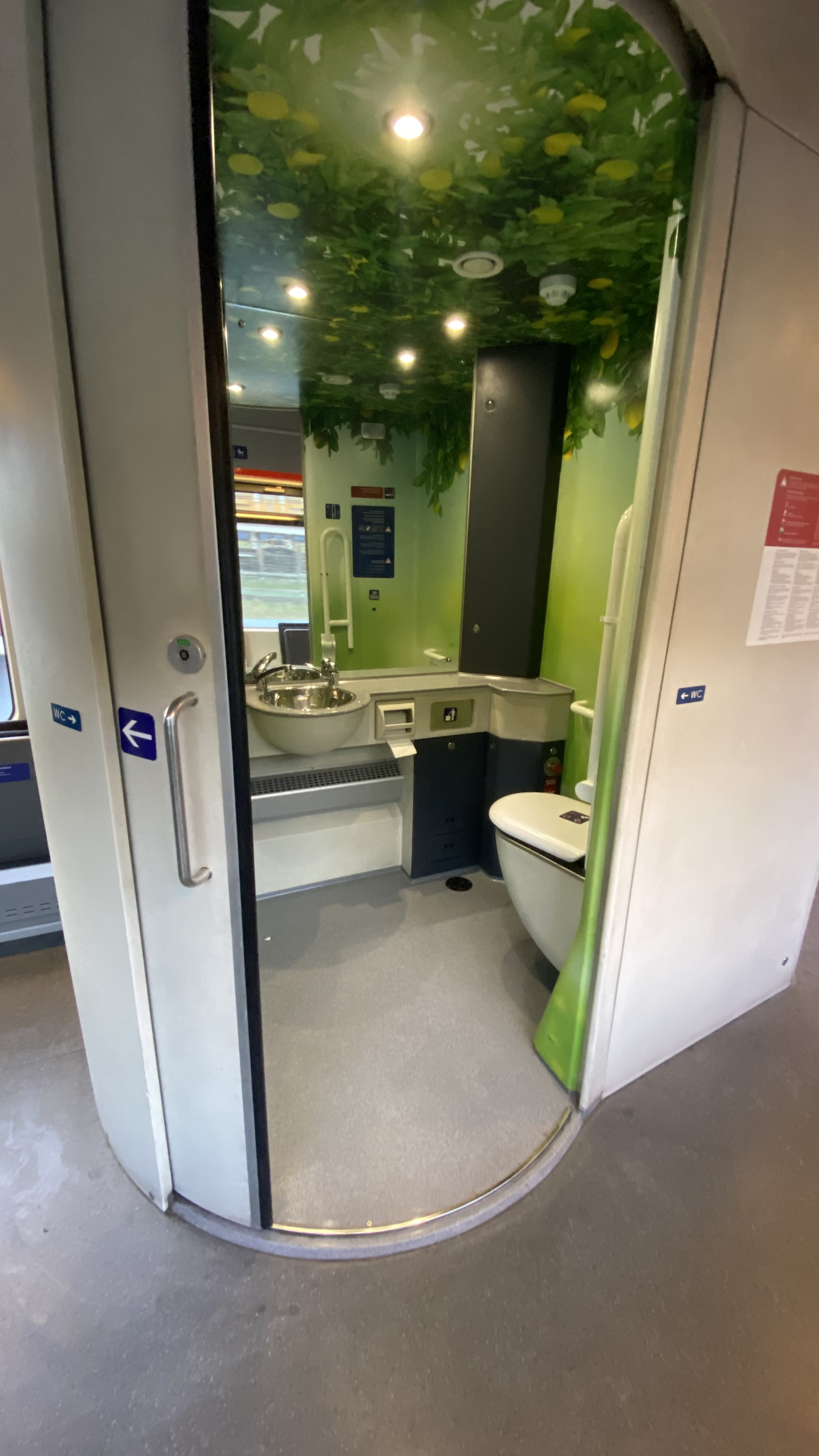
Rollstuhltaugliches WC in einem Talent der ÖBB-PV